# مسرح الشرق الأوسط في الحرب العالمية الأولى
شهد مسرح أحداث الشرق الأوسط خلال الحرب العالمية الأولى صراعًا في الفترة من 29 أكتوبر 1914 إلى 30 أكتوبر 1918 بين الدولة العثمانية (ومعها الأكراد وبعض القبائل العربية) مع بعض المساعدة من القوى المركزية الأخرى، وبين  قوات الحلفاء متمثلة بالامبراطورية البريطانية (بمساعدة اليهود واليونانيون والآشوريين وأغلبية العرب إلى جانب الهنود تحت الإمبراطورية) وروسيا القيصرية (بمساعدة الأرمن والآشوريين) وفرنسا من بين القوى الحليفة. شهدت المنطقة خمس حملات شنتها قوات الحلفاء على أراضي الدولة العثمانية خلال الحرب العالمية الثانية هي حملة سيناء وفلسطين وحملة بلاد الرافدين وحملة القوقاز وحملة بلاد فارس وحملة جاليبولي، كما شهدت حملات وعمليات عسكرية ثانوية في الحملة العربية والأجزاء الجنوبية من الأراضي العربية.
استخدم كلا الجانبين قوى محلية غير متكافئة في المنطقة. ومن جانب الحلفاء العرب الذين شاركوا في الثورة العربية والميليشيات الأرمنية التي ساهمت في المقاومة الأرمنية خلال الإبادة الجماعية للأرمن. بالإضافة إلى ذلك انضم الآشوريون إلى الحلفاء بعد الإبادة الجماعية للآشوريين وعرفوا باسم المتطوعين الآشوريين. وكان مسرح الشرق الأوسط هو الأضخم مساحة من بين المسارح الأخرى في الحرب.
انتهت المشاركة الروسية في الحرب مع هدنة أرزينجان (5 ديسمبر 1917)، وبعد ذلك انسحبت الحكومة الروسية الثورية من الحرب بموجب شروط معاهدة بريست ليتوفسك (3 مارس 1918). حضر الأرمن مؤتمر طرابزون للسلام (14 مارس 1918) الذي أسفر عن معاهدة باطومي في 4 يونيو 1918. وقبل العثمانيون هدنة مودروس مع الحلفاء في 30 أكتوبر 1918، وأفضت إلى توقيع معاهدة فرساي في 28 يونيو 1919، وبعدها معاهدة سيفر في 10 أغسطس 1920، وبالنهاية معاهدة لوزان في 24 يوليو 1923.

## الأهداف

### العثمانيون وقوى المركز
انضمت الدولة العثمانية إلى قوى المركز من خلال التحالف العثماني الألماني السري، الذي وُقع عليه في 2 أغسطس 1914. كان الهدف الرئيسي للسلطنة في القوقاز هو استعادة أراضيها التي فقدتها بعد الحرب الروسية العثمانية (1877–1878) ولا سيما أرتوين وأرداهان وقارص وميناء باطوم. فدعمت المستشارية الألمانية الجيوش العثمانية، لأن النجاح في هذه المنطقة سيجبر الروس على نقل القوات من الجبهات البولندية والجاليسية. ومن منظور اقتصادي، كان الهدف الاستراتيجي الألماني هو منع سيطرة روسيا على حقول النفط في بحر قزوين.
أنشأت ألمانيا مكتب استخبارات الشرق عشية الحرب العالمية الأولى. شارك المكتب في جمع المعلومات الاستخبارية من بلاد فارس ومصر، وإلى أفغانستان لتخريب الاتفاق الأنجلو-روسي. ادعى وزير الحرب العثماني أنور باشا أنه إذا كان من الممكن هزيمة الروس في المدن الرئيسية في بلاد فارس، فقد يفتح ذلك الطريق للوصول إلى أذربيجان وبقية الشرق الأوسط والقوقاز. تصور أنور باشا أنه إذا أزيح النفوذ الغربي عن تلك الدول فسوف يكون هناك تعاونًا بين تلك الدول التركية حديثة النشأة. ولكن مشروع أنور باشا يتعارض مع المصالح الأوروبية التي تحولت إلى صراعات بين العديد من القوى الإمبريالية الرئيسية. كما هدد العثمانيون المواصلات البريطانية مع الهند والشرق عبر قناة السويس. وكان الألمان يأملون في الاستيلاء على القناة لمصلحة قوى المركز، أو على الأقل منع الحلفاء من استخدام هذا الطريق الحيوي.

### الحلفاء
بريطانيا
خشي البريطانيون من أن العثمانيين قد يهاجمون ويستولون على حقول النفط في الشرق الأوسط (وبعدها بحر قزوين). فقد كانت البحرية الملكية البريطانية تعتمد على رواسب البترول في جنوب بلاد فارس، والتي كان لشركة النفط الأنجلو-فارسية الخاضعة للسيطرة البريطانية حق الوصول إليها حصريًا.
روسيا
اعتبر الروس جبهة القوقاز ثانوية بالنسبة للجبهة الشرقية. فقد كانوا يخشون شن حملة في القوقاز تهدف إلى استعادة كارص التي أخذوها من السلطنة في الحرب الروسية التركية (1877-1878) وميناء باطوم.
في مارس 1915 عندما التقى وزير الخارجية الروسي سيرجي سازونوف بالسفير البريطاني جورج بوكانان والفرنسي موريس باليولوج صرح بأن التسوية الدائمة بعد الحرب تتطلب حيازة روسية كاملة للقسطنطينية عاصمة الدولة العثمانية ومضيق البوسفور والدردنيل وبحر مرمرة وجنوب تراقيا حتى خط إينز-مديا بالإضافة إلى أجزاء من ساحل البحر الأسود في الأناضول بين مضيق البوسفور ونهر صقاريا ونقطة غير محددة بالقرب من خليج إزميد. خططت حكومة إمبراطورية الروسية لاستبدال السكان المسلمين في شمال الأناضول واسطنبول بمستوطنين أكثر موثوقية من القوزاق.

### الأرمن
سعت حركة التحرر الوطنية الأرمينية إلى إقامة دولة أرمينية داخل المرتفعات الأرمنية. حقق الاتحاد الثوري الأرمني هذا الهدف في الحرب، وأنشئ جمهورية أرمينيا الأولى المعترف بها دوليًا في مايو 1918. في بداية 1915 كانت إدارة أرمينيا الغربية ثم جمهورية أرمينيا الجبلية كيانات خاضعة لسيطرة الأرمن، بينما تأسست ديكتاتورية الخزر المركزية بمشاركة أرمينية. لم تكن أي من تلك الكيانات ذات أمد طويل.

### العرب
الممثل الرئيسي كان الشريف حسين ملك مملكة الحجاز. حيث قاد ما سمي بالثورة العربية والتي كانت أهدافها الرئيسية الاستقلال وإنهاء السيطرة العثمانية على المنطقة.

### الآشوريون
نال الآشوريون تعهدًا بإنشاء وطنًا لهم بحماية بريطانية وروسية. حيث وعدهم الضباط الروس أولا، ثم أكدها لهم فيما بعد النقيب جريسى من المخابرات البريطانية. بناءً على هذه التعهدات قرر آشوريو هكاري بقيادة مار شمعون التاسع عشر بنيامين ورؤساء القبائل الآشورية الوقوف إلى جانب الحلفاء، بداية مع روسيا، ثم بعدها مع البريطانيين، على أمل أن يتمكنوا من إعطائهم حكم ذاتي بعد تحقيق النصر. كما انضم الفرنسيون إلى التحالف مع الآشوريين، وقدموا لهم 20 ألف بندقية، ونما الجيش الآشوري إلى 20 ألف رجل بالاشتراك مع آغا بيتروس إليا من قبيلة بيت بازي ومالك خوشابا من قبيلة بيت تياري، بحسب يوسف نعيم (شاهد رئيسي في روايته عن الفظائع كان اللورد جيمس برايس مقدمًا لها).

### الأكراد
في بداية القرن العشرين كان الأكراد مثلهم مثل العرب، مجموعة متنوعة من السكان ومشتتة في منطقة واسعة وبعيدة عن التجانس في الوضع الاجتماعي أو المنظور الجغرافي السياسي. على الرغم من أن الكثيرين كانوا من المؤيدين الملتزمين للقومية الكردية، إلا أن هذا الرأي لم يكن الغالب هناك. فقد كان العديد من الأكراد ينتمون إلى النخبة العثمانية، وغالبًا ما يشغلون مناصب رفيعة المستوى وبارزة داخل الدولة العثمانية حتى سنة 1914.
كان القوميون الأكراد يأملون أن يساعدهم الحلفاء في الحرب العالمية الأولى في إنشاء دولة كردية مستقلة إذا كانوا سيقاتلون ضد العثمانيين، وقاموا بعدة انتفاضات خلال الحرب. ولكن لم تدعم أي من قوى الحلفاء تلك الانتفاضات عدا انتفاضة أغسطس 1917.
علاوة على ذلك رفض العديد من الأكراد تلك الأفكار، بقوا موالين للسلطنة وقاتلوا نيابة عنها. وأشهر مثال على ذلك هي الخيالة الحميدية، وهي فرقة فرسان من النخبة الكردية في الغالب تابعة للجيش العثماني. قاتلت الحميدية من أجل العثمانيين في كل من حملات القوقاز والفرس ولعبوا دورًا مهمًا في الإبادة الجماعية للأرمن. فأضحت المناطق ذات الأعمال الثورية الأرمنية العالية أهدافًا للحميدية، وبحسب بعض التقديرات فقد قُتل حوالي عشرة إلى عشرين ألف أرمني على يد وحدات الحميدية.
في حالات أخرى انضم الأكراد المحليون إلى القوات التركية ليس بدافع الولاء ولكن للمشاركة في الغنائم المأخوذة من المدنيين الأرمن. وفقًا للمؤرخ ريموند كيفوركيان، في حين أن العديد من القبائل الكردية البدوية شاركت بنشاط في الإبادة الجماعية، إلا أن الأكراد المستقرين نادرًا ما فعلوا ذلك. كما عارض العديد من الأكراد الإبادة الجماعية وقاموا بجهود شخصية لإنقاذ المدنيين الأرمن.

## منطقة العمليات
تكونت حملة القوقاز من صراعات مسلحة بين السلطنة والحلفاء، وكانت قوات الحلفاء التي احتوت على أذربيجان وأرمينيا وديكتاتورية الخزر المركزية والمملكة المتحدة هي جزء من مسرح الشرق الأوسط، أو الاسم البديل وهو جزء من حملة القوقاز خلال الحرب العالمية الأولى، امتدت حملة القوقاز من القوقاز إلى شرق آسيا الصغرى، ووصلت إلى طرابزون وبدليس وموش ووان. ترافقت الحرب البرية مع عمليات قامت بها البحرية الروسية في منطقة البحر الأسود التابعة للسلطنة.
في 23 فبراير 1917 توقف التقدم الروسي في أعقاب الثورة الروسية، وبعدها استبدل جيش القوقاز الروسي المفكك بقوات الدولة الأرمينية حديثة النشأة، والتي تألفت من وحدات المتطوعين الأرمينية السابقة والوحدات الأرمينية غير النظامية. وفي 1918 شهدت المنطقة أيضًا إنشاء ديكتاتورية الخزر المركزية، جمهورية أرمينيا الجبلية وقوة حليفة تسمى قوة دانستر والتي كانت تتألف من قوات النخبة البريطانية ومستعمراتها ممن سحبوا من العراق والجبهة الغربية.
تقاتل الجنود العثمانيون مع الجنود الألمان في باطومي بسبب وصول بعثة القوقاز الألمانية التي كان هدفها الأساسي تأمين إمدادات النفط. وفي 3 مارس 1918 انتهى الصراع بين الدولة العثمانية وروسيا بمعاهدة بريست ليتوفسك، وفي 4 يونيو 1918 وقعت السلطنة معاهدة باطومي مع أرمينيا. ومع ذلك استمرت النزاعات المسلحة مع اشتباك السلطنة مع ديكتاتورية الخزر المركزية وجمهورية أرمينيا الجبلية وقوات قوة دانستر البريطانية حتى توقيع هدنة مودروس في 30 أكتوبر 1918.

## العثمانيون في جبهة أوروبا الشرقية
أرسلت السلطنة أكثر من 90,000 جندي عثماني إلى جبهة أوروبا الشرقية سنة 1916 للمشاركة في العمليات في رومانيا خلال حملة البلقان. وطلبت دول المركز من تلك الوحدات دعم عملياتها ضد الجيش الروسي. ولكن تبين لاحقا أن الانتشار كان خطأ، لأن تلك القوات ستكون بوضع أفضل في بقائها في أراضيها لحمايتها من هجوم أرضروم الضخم الذي بدأه الجيش الروسي.
أمر أنور باشا بنقل القوات إلى جبهة أوروبا الشرقية. مع أن رئيس الأركان الألماني إريش فون فالكنهاين قد رفض ذلك، لكن خليفته بول فون هيندنبورغ وافق عليها مع بعض التحفظات. تم التوصل إلى القرار بعد هجوم بروسيلوف، حيث كانت القوى المركزية تعاني من نقص في الجنود على الجبهة الشرقية.
في عملية التوزيع أرسل أنور باشا الفيلق الخامس عشر إلى غاليسيا، والفيلق السادس إلى رومانيا، والفيلق العشرين وفوج المشاة 177 إلى مقدونيا في بداية 1916. ساهم الفيلق السادس في انهيار الجيش الروماني في الحملة الرومانية، وتم تقديرها بشكل خاص لقدرتها على مواصلة معدل تقدم مرتفع في ظروف الشتاء القاسية. كان من المعروف أن الفيلق الخامس عشر يقاتل بشكل جيد للغاية ضد الروس في غاليسيا، وغالبًا ما كبدوا بالروس عدة خسائر.

## القوى

### قوى المركز (الدولة العثمانية)

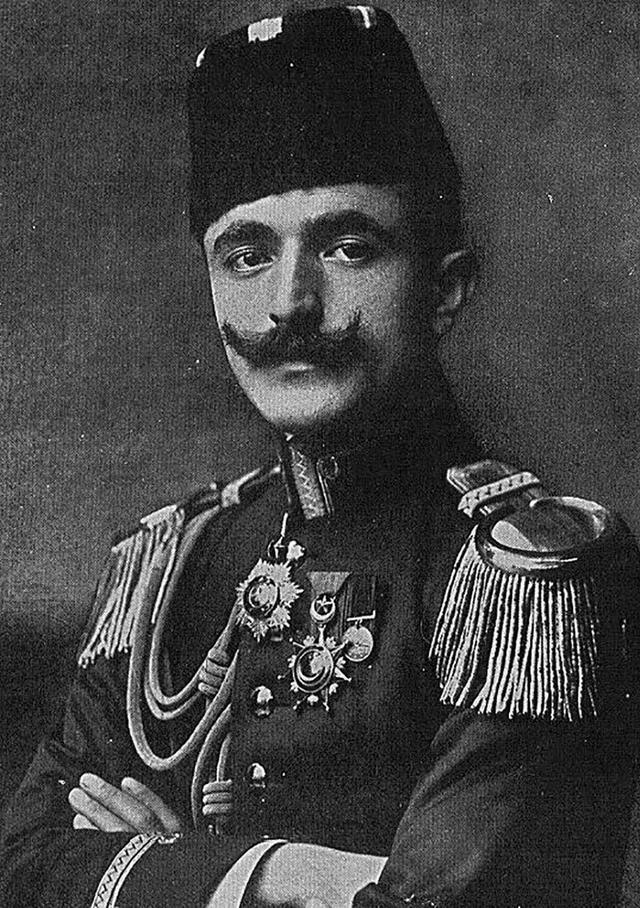
وزير الحربية العثماني أنور باشا.

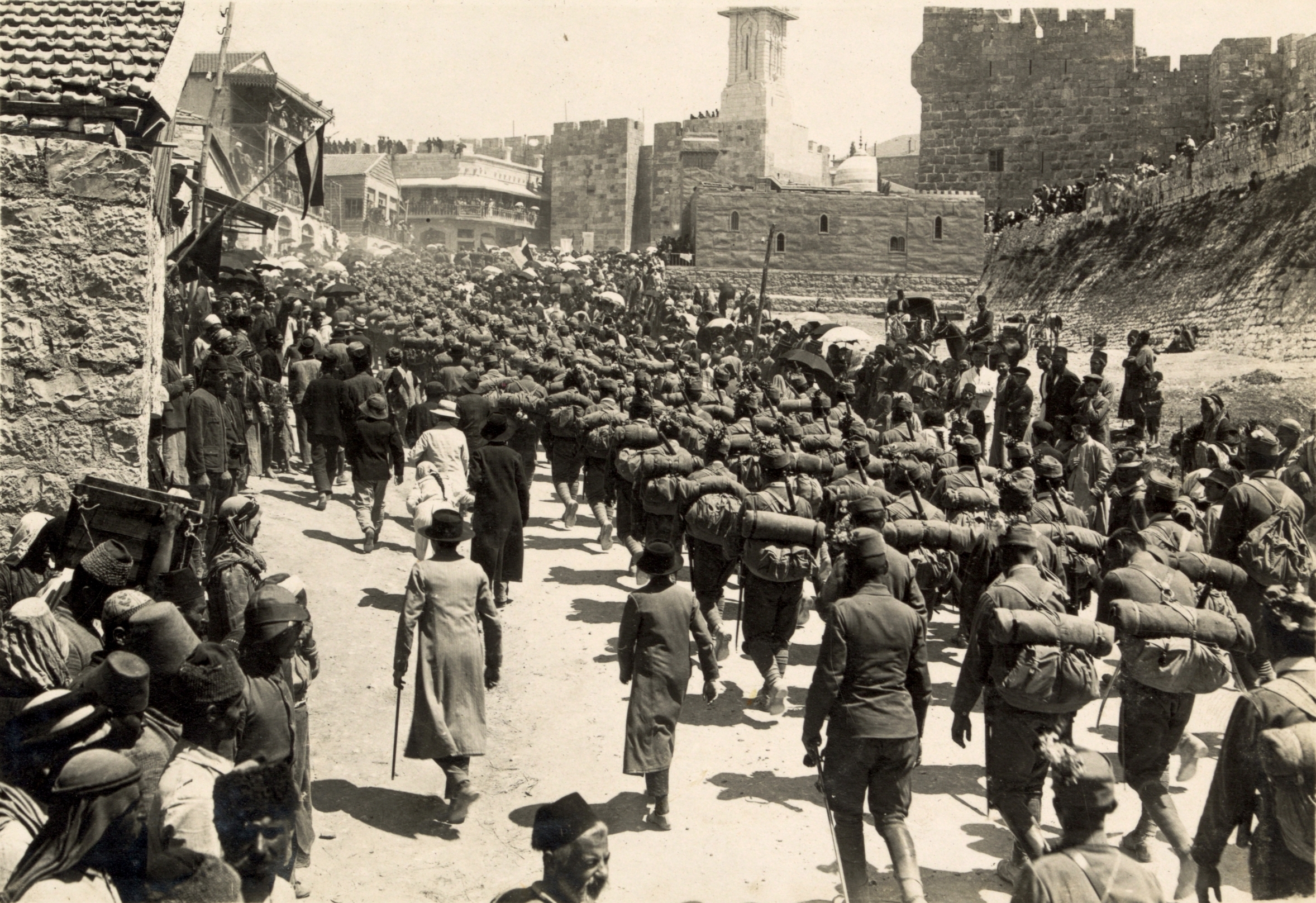
زحف القوات النمساوية إلى جبل صهيون في القدس، 1916

عقب ثورة تركيا الفتاة سنة 1908 وبعد بداية الحقبة الدستورية الثانية (بالتركية العثمانية: ايکنجى مشروطيت دورى) في 3 يوليو 1908 في زمن السلطان عبد الحميد الثاني؛ تم إدخال تعديلات جوهرية في الجيش العثماني، كما تم تحديث مراكز الجيش الرئيسية، دخلت القوات العثمانية عقب ذلك في الحرب العثمانية الإيطالية أو ما عرف باسم الحرب الليبية ما بين 28 سبتمبر 1911 وحتى 18 أكتوبر 1912، وانتهت الحرب بسيطرة الإيطاليين علي ليبيا والحدود المائية المقابلة، وفي ذات الوقت كانت حرب البلقان مستعرة في أراضي مقدونيا وتراقيا التي كانت تحت السيطرة العثمانية. مما أجبر بالمزيد من إعادة هيكلة الجيش قبل سنوات فقط من الحرب العالمية الأولى.
واجه الجيش العثماني منذ البداية مجموعة من المشاكل في تجميع نفسه. بادئ ذي بدء، كان حجم الجيش العثماني محدودًا للغاية بسبب الانقسام داخل السلطنة: فقد استثني غير المسلمين من التجنيد العسكري، وتعداد العرقية التركية 12 مليونًا فقط من سكان الدولة التي يبلغ عددهم 22 مليون نسمة، والعشرة ملايين الأخرى هم أقليات متفاوتة الولاء والاستخدام العسكري. وأيضًا فإن السلطنة كانت فقيرة جدًا مقارنة بالقوى الأخرى في الناتج المحلي الإجمالي والبنية التحتية والقدرة الصناعية. على سبيل المقارنة امتلكت السلطنة 5759 كيلومترًا فقط من السكك الحديدية، بينما فرنسا تمتلك 51 ألف كيلومتر من السكك الحديدية لخُمس مساحة الأرض. كان إنتاج الفحم العثماني ضئيلًا (826,000 طن في 1914 مقارنة بـ 40,000,000 طن لفرنسا و 292,000,000 طن لبريطانيا)، في حين لا يوجد فيها إنتاج الصلب. كان توريد الأسلحة يعتمد على مسبك واحد للمدافع والأسلحة الخفيفة، ومصنع ذخيرة واحد، ومصنع واحد للبارود للسلطنة بأكملها، وتقع على أطراف العاصمة بجوار بحر مرمرة، في منطقة معرضة جدًا للهجمات الخارجية. كان الاقتصاد العثماني زراعيًا بالكامل تقريبًا، حيث كان يعتمد على منتجات مثل الصوف والقطن والجلود.
قسمت السلطنة في تلك الفترة قواتها إلى جيوش. يتألف كل مقر للجيش من رئيس أركان وقسم عمليات وقسم استخبارات وقسم لوجستي وقسم أفراد. كتقليد راسخ في الجيش العثماني تم ادخال الإمدادات والخدمات الطبية والبيطرية في هذه الجيوش. قبل الحرب قدرت هيئة الأركان العامة العثمانية أنه يمكن تعبئة 1,000,000 رجل في وقت واحد، وأن 500,000 منهم كانوا متاحين ليكونوا جيوش ميدانية متنقلة، بينما يخدم الباقون في الحاميات والدفاعات الساحلية وفي خطوط الخدمة للاتصالات والنقل. كان ما يقرب من 900 مدفع ميداني متوفرا للجيش المتنقل، والذي كان أقل بـ 280 المطلوب الحربي، على الرغم من أن إمدادات مدافع الهاوتزر كانت كافية بشكل عام. كان هناك 900 قطعة من المنشآت الثابتة أو شبه الثابتة في الحاميات الساحلية والتحصينات في أدرنة وأرضروم والبوسفور والدردنيل وجتالجة. كانت الذخيرة قليلة، فلم يكن هناك سوى 588 قذيفة متوفرة لكل مدفع. بالإضافة إلى ذلك قدر الجيش أنه بحاجة إلى عدة آلاف من الرشاشات الإضافية لإكمال التشكيلات. كانت البنادق بشكل عام فعالة عند 1.5 مليون في المخزون، والجيش لا يزال بحاجة إلى 200,000 أخرى.
قبل دخول السلطنة الحرب سنة 1914، قسمت جيشها إلى فيالق وفرق، بحيث كان لكل فرقة ثلاثة أفواج مشاة وفوج مدفعية. وقسمت قواتها إلى أربع جيوش:
1. الجيش الأول ويحتوي على 15 فرقة
2. الجيش الثاني ويضم 4 فرق بالإضافة إلى فرقة مشاة مستقلة مع ثلاثة أفواج مشاة ولواء مدفعية.
3. الجيش الثالث ويتكون من 9 فرق وأربعة أفواج مشاة مستقلة وأربعة أفواج سلاح فرسان مستقلة (وحدات قبلية).
4. الجيش الرابع ويضم 4 فرق.

في أغسطس 1914 تم تشكيل 36 فرقة مشاة، أربعة عشر فرقة منها أسست من الصفر، وهي في الأساس فرقًا جديدة. وفي وقت قصير جدا مرت ثمانية من تلك الفرق الجديدة بعملية إعادة انتشار رئيسية. وأنشئ خلال الحرب جيوش أخرى. الجيش الخامس والسادس في 1915، والجيش السابع والثامن في 1917، وجيش الإسلام الذي كان يضم فيلق واحد فقط في سنة 1918.
وفي سنة 1918 كانت وحدات الجيش الأساسية قد تضررت بشكل سيئ، مما أوجب على الجيش العثماني استحداث وحدات جديدة عرفت باسم مجموعة الجيش الشرقي ومجموعة جيش يلدريم. ولكن على الرغم من أن عدد الجيوش كان يتزايد خلال سنوات الحرب، إلا أن موارد الدولة من القوى البشرية والإمدادات كانت تتناقص، بحيث أضحى تعداد مجموعة الجيوش في 1918 أقل من عدد منتسبي الجيوش في 1914. ولكن ظل الجيش العثماني فعالاً نوعًا ما حتى نهاية الحرب.
كانت معظم المعدات العسكرية تصنع في ألمانيا أو النمسا، وتولى صيانتها مهندسين ألمان ونمساويين. كما زودت ألمانيا بمعظم المستشارين العسكريين؛ تم إرسال قوة من القوات المتخصصة (الفيلق الآسيوي) في 1917، وزادتها إلى قوة مقاتلة من فوجين في 1918. وقدمت الحملة الألمانية في القوقاز إلى منطقة القوقاز الروسية بداية 1918 أثناء حملة القوقاز. كان هدفها الأساسي هو تأمين إمدادات النفط لألمانيا وتحقيق الاستقرار في جمهورية جورجيا الديمقراطية الوليدة الموالية لألمانيا. ولكن أدخلت الجمهورية الجديدة إسفين النزاع بين الدولة العثمانية وألمانيا، مع تبادل الإدانات الرسمية بينهما في الأشهر الأخيرة من الحرب.

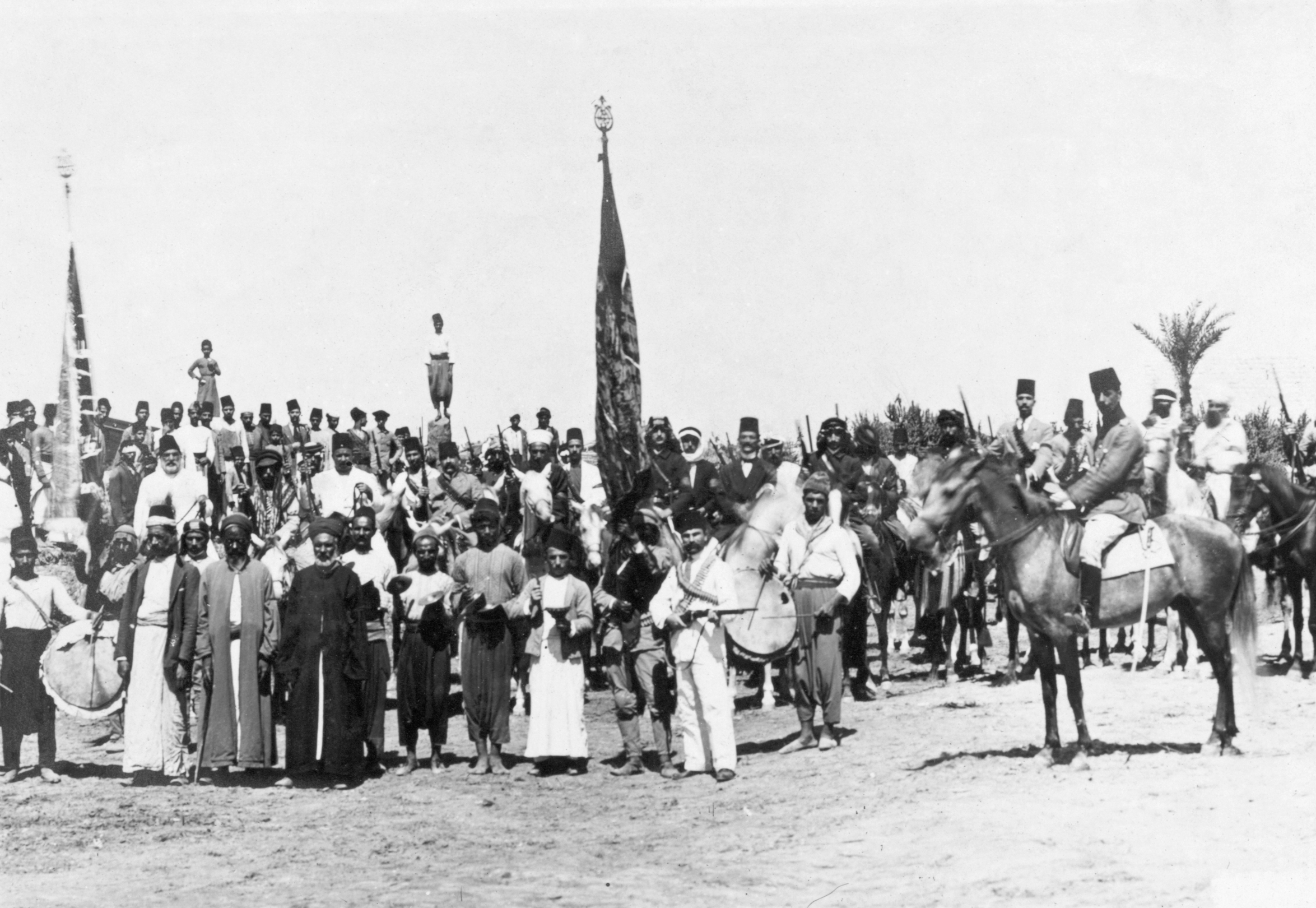
مركز تجنيد للجيش العثماني قرب طبريا (1914م)

#### التعبئة
أصدرت الدولة العثمانية في 12 مايو 1914 قانونًا جديدًا يقتضي بتخفيض سن التكليف من 20 إلى 18 عامًا، وألغت نظام قوات «الرديف» أو القوات الاحتياطية جاعلة خدمة الجيش كلها ضمن العمل الإلزامي، كما مددت فترة الخدمة لتصبح سنتين في قوات المشاة و3 سنوات في باقي قطاعات الجيش و5 سنوات في البحرية. فتطوعت عدة فئات دينية للخدمة مثل المولوية والقادرية. كما كانت هناك وحدات مكونة من القوقاز والرومليين الأتراك، وأعداد من المتطوعين العرب والبدو الذين شاركوا في معارك العراق وفلسطين. كان من المتعذر الاعتماد على المتطوعين للخدمة في تأسيس وحدات الجيش النظامية نتيجة لافتقارهم للتدريب الكافي ولأن عددًا كبيرا منهم جاء مدفوعًا بمطامع مالية.

### دول الوفاق

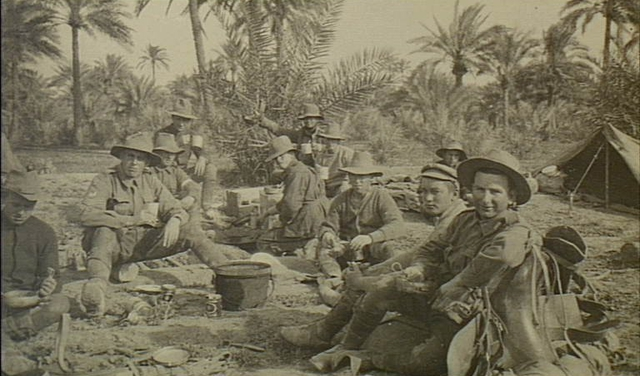
جنود أستراليين في بغداد، 1917

قبيل الحرب قامت روسيا القيصرية بتأسيس نظام التطوع للخدمة في أرمينيا واستخدمته للتجنيد في جيش القوقاز الروسي، ولكن تم إعادة نشر نصف هذا تقريبًا في الجبهة البروسية بعد الهزائم في معارك تانينبرغ وبحيرات ماسوريان تاركًا وراءه 60 ألف جندي فقط في هذا المسرح. وفي صيف 1914 تم تأسيس وحدات المتطوعين الأرمن تحت إمرة الجيش الروسي النظامي، وأبدى ما يقرب من 20 ألف متطوع أرمني عن استعدادهم لحمل السلاح ضد السلطنة في 1914. ازداد حجم هذه الوحدات التطوعية خلال الحرب، لدرجة أن بوغوص نوبار ذكر في رسالة عامة إلى مؤتمر باريس للسلام 1919 أن عددها بلغ 150,000.
كما ألقى الآشوريون في جنوب شرق الأناضول وشمال العراق وشمال غرب إيران ثقلهم مع الروس والبريطانيين، بقيادة آغا بطرس ومالك خوشابا.

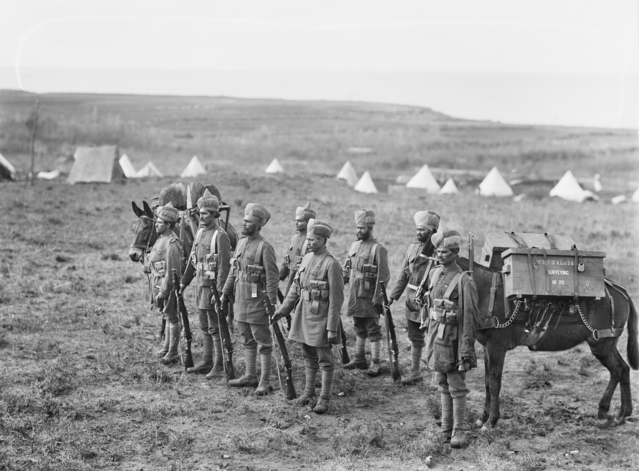
خبراء عاملون هنود متخصصون في المتفجرات في طرابلس اللبنانية.

وفي 1914 كانت هناك بعض وحدات جيش الهند البريطاني تمركزت في الأجزاء الجنوبية من بلاد فارس. تتمتع تلك الوحدات بخبرة واسعة في التعامل مع القبائل المحلية المنشقة. أسس البريطانيون فيما بعد القوة البحرية في البحر الأبيض المتوسط وجيش الدردنيل البريطاني وقوة التجريدة المصرية. وأنشئوا في سنة 1917 قوة دانستر بقيادة الجنرال ليونيل دونسترفيل، والتي تتألف من حوالي 1000 جندي أسترالي وبريطاني وكندي ونيوزيلندي برفقة سيارات مصفحة لحماية حقول النفط في باكو ومساعدة وتدريب القوات المحلية في القوقاز.
اندلعت في سنة 1916 ثورة عربية في الحجاز. خدم حوالي 5,000 جندي نظامي (معظمهم من أسرى حرب عرب سابقين) مع قوات الثورة. كما كان هناك العديد من رجال القبائل غير النظاميين بإشراف الأمير فيصل والمستشارين البريطانيين، وأشهرهم كان لورانس.

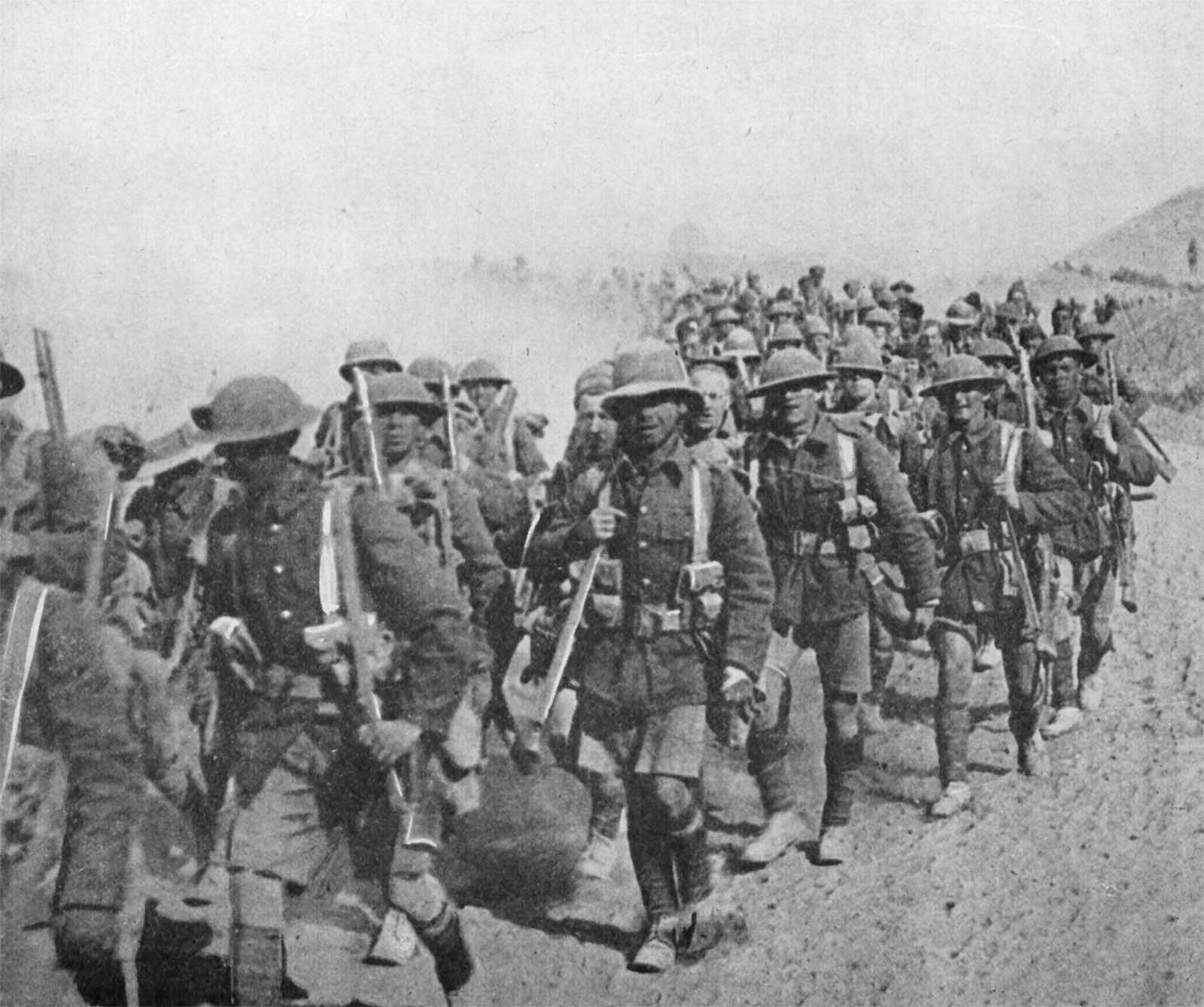
القوات البريطانية في مسيرة داخل العراق، 1917

أرسلت فرنسا الفيلق الفرنسي الأرمني إلى هذا المسرح كونه جزء من الفيلق الأجنبي الفرنسي الأكبر. كان وزير الخارجية أريستيد بريان بحاجة إلى توفير القوات للالتزام الفرنسي الذي تم التعهد به في اتفاقية سايكس بيكو، والتي لا تزال سرية. فتم تجهيز وحدات الدعم الأرمينية تحت إشراف ادموند اللنبي، وبخلاف ما تم الاتفاق عليه فقد قاتلت القوات الأرمينية في سوريا وفلسطين أثناء الحرب العالمية الأولى، ثم عادت هذه القوات إلى صفوف بلادها بعد انتهاء الحرب.
وقادت حركة التحرر الوطنية الأرمينية تلك الصراعات. كان يشار إلى هؤلاء عمومًا باسم الميليشيات الأرمنية. وفي سنة 1917 حزب الطاشناق الفيلق الأرمني تحت قيادة الجنرال توفماس نزاربيكيان والذي مع إعلان جمهورية أرمينيا الأولى أسس النواة العسكرية لتلك الدولة الجديدة. 

#### التعبئة

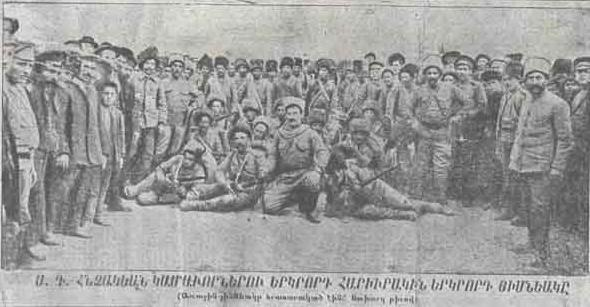
مجموعة من الأرمن المتطوعين في الجيش الروسي

قبل الحرب أنشأت روسيا نظامًا تطوعيًا لاستخدامه في حملة القوقاز. فأسست في صيف 1914 وحدات المتطوعين الأرمينيين بقيادة أندرانيك تحت إدارة القوات المسلحة الروسية. نظرًا لأن المجندين الأرمن الروس قد تم إرسالهم بالفعل إلى الجبهة الأوروبية، فقد تم تأسيس هذه القوة بشكل فريد من الأرمن الذين هم ليسوا روسًا، وغير ملتزمين بالخدمة. كان فضل الوحدات الأرمينية ليس بالقليل للنجاح الذي حققته القوات الروسية، حيث كانوا من السكان الأصليين للمنطقة، وتكيفوا مع الظروف المناخية، وعلى دراية بكل طريق ومسار جبلي وكان لديهم حوافز حقيقية للقتال.

### قوى غير متكافئة
لم تكن القوات المتقاتلة في مسرح الشرق الأوسط مجرد جيوش نظامية تشارك في حروب تقليدية، بل هناك أيضًا قوات غير نظامية منخرطة في ما يعرف اليوم باسم حرب غير متكافئة.
وعلى عكس مايقال، لم يكن لورنس أو الجيش البريطاني هو من صمم حملة تمرد داخلي ضد الدولة العثمانية في الشرق الأوسط: لقد كان المكتب العربي لوزارة الخارجية البريطانية هو من ابتكر الثورة العربية. لطالما شعر المكتب العربي أنه من المحتمل أن تؤدي حملة تلقى التشجيع والتمويل من الخارج لدعم قبائل منشقة ومتحدّية للحكم المركزي للحكومة العثمانية، إلى مكاسب كبيرة في تحويل الجهد المطلوب.
أنشأت ألمانيا مكتب استخباراتها الخاص للشرق قبل اندلاع الحرب مباشرة. كان مكرسًا لتعزيز واستدامة التحريضات التخريبية والقومية داخل إمبراطورية الهند البريطانية، وكذلك في فارس ومصر الخاضعتين لها. كانت عملياتها في بلاد فارس والتي تهدف إلى إثارة المشاكل للبريطانيين في الخليج العربي بقيادة فيلهلم فاسمس الدبلوماسي الألماني الذي عُرف باسم «لورنس العرب الألماني» أو «فاسمس بلاد فارس».

## تسلسل الأحداث

### التمهيد
وقعت السلطنة تحالفًا سريًا مع ألمانيا في 2 أغسطس 1914، تلته معاهدة أخرى مع بلغاريا. وضعت وزارة الحرب العثمانية خطتين رئيسيتين. أكمل فريتز شيلندورف عضو البعثة العسكرية الألمانية إلى السلطنة، والذي تم تعيينه مساعد رئيس الأركان العامة العثمانية، خطة في 6 سبتمبر 1914 كان من المقرر أن يهاجم فيها الجيش الرابع مصر ويشعل الجيش الثالث هجومًا ضد الروس في شرق الأناضول.
ولكن كانت هناك معارضة لشليندورف في الجيش العثماني. كان الرأي الأكثر سماعًا هو أن شيلندورف خطط لحرب تستفيد منه ألمانيا بدلاً من مراعاة ظروف السلطنة. قدم حافظ حقي باشا خطة بديلة كانت أكثر عدوانية وركزت على روسيا. حيث اعتمد على تحريك القوات عن طريق البحر إلى الساحل الشرقي للبحر الأسود، ثم يقومون بالهجوم على الأراضي الروسية. تم تأجيل خطة حافظ حقي باشا لأن الجيش العثماني كان يفتقر إلى وسائل النقل. لذلك تم اعتماد خطة الحملة الأولية لشيلندورف بشكل افتراضي.
نتيجة لخطة شيلندورف خاضت معظم العمليات العثمانية في الأراضي العثمانية، مما أدى في كثير من الحالات إلى التأثير المباشر على شعوب السلطنة. كان الرأي الأخير هو أن الموارد اللازمة لتنفيذ هذه الخطة كانت مفقودة أيضًا، لكن شيلندورف نظم قيادة الجيش والسيطرة عليه بشكل أفضل، ووضع الجيش في موقع لتنفيذ الخطط. أنتج شيلندورف أيضًا خطة تعبئة أفضل لزيادة القوات وإعدادهم للحرب. تحتوي أرشيفات وزارة الحرب العثمانية على خطط حرب صاغها شيلندورف بتاريخ 7 أكتوبر 1914، والتي تحتوي تفاصيل تتعلق بالدعم العثماني للجيش البلغاري، وعملية سرية ضد رومانيا، وهبوط الجنود العثمانيين في أوديسا وشبه جزيرة القرم بدعم من البحرية الألمانية.
كان التأثير الألماني على عمليات تركيا أثناء الحملة على فلسطين هو أن معظم مناصب الأركان في مجموعة جيش يلدريم كانت تحت سيطرة ضباط ألمان. حتى مراسلات المقر كانت تكتب باللغة الألمانية. وانتهى هذا الوضع بالهزيمة النهائية في فلسطين وتعيين مصطفى كمال لقيادة فلول مجموعة جيش يلدريم.
وفي يوليو 1914 كانت هناك مفاوضات بين جمعية الاتحاد والترقي والأرمن العثمانيين في المؤتمر الأرمني في أرضروم. وكان الاستنتاج العلني للمؤتمر «تم ظاهريًا لدفع المطالب الأرمنية سلميًا بالوسائل المشروعة». ذكر إريكسون أن الاتحاد والترقي اعتبر المؤتمر سببًا للتمرد الأرمني. بعد هذا الاجتماع اقتنع الاتحاديون بوجود روابط أرمينية روسية قوية، مع خطط مفصلة لفصل مناطق الأرمن عن أراضي السلطنة.
في 29 أكتوبر 1914 حدث أول اشتباك مسلح للدولة العثمانية مع الحلفاء عندما قام الطرادان الألمانيان إس إم إس جوبان وإس إم إس بريسلاو اللذان اشترتهما البحرية العثمانية مع سفن حربية أخرى بقصف الموانئ الروسية في أوديسا وسيفاستوبول ونوفوروسيسك فأغرقوا عدة سفن روسية صغيرة وسفينة ركاب فرنسية في الطريق.

### 1914

#### نوفمبر

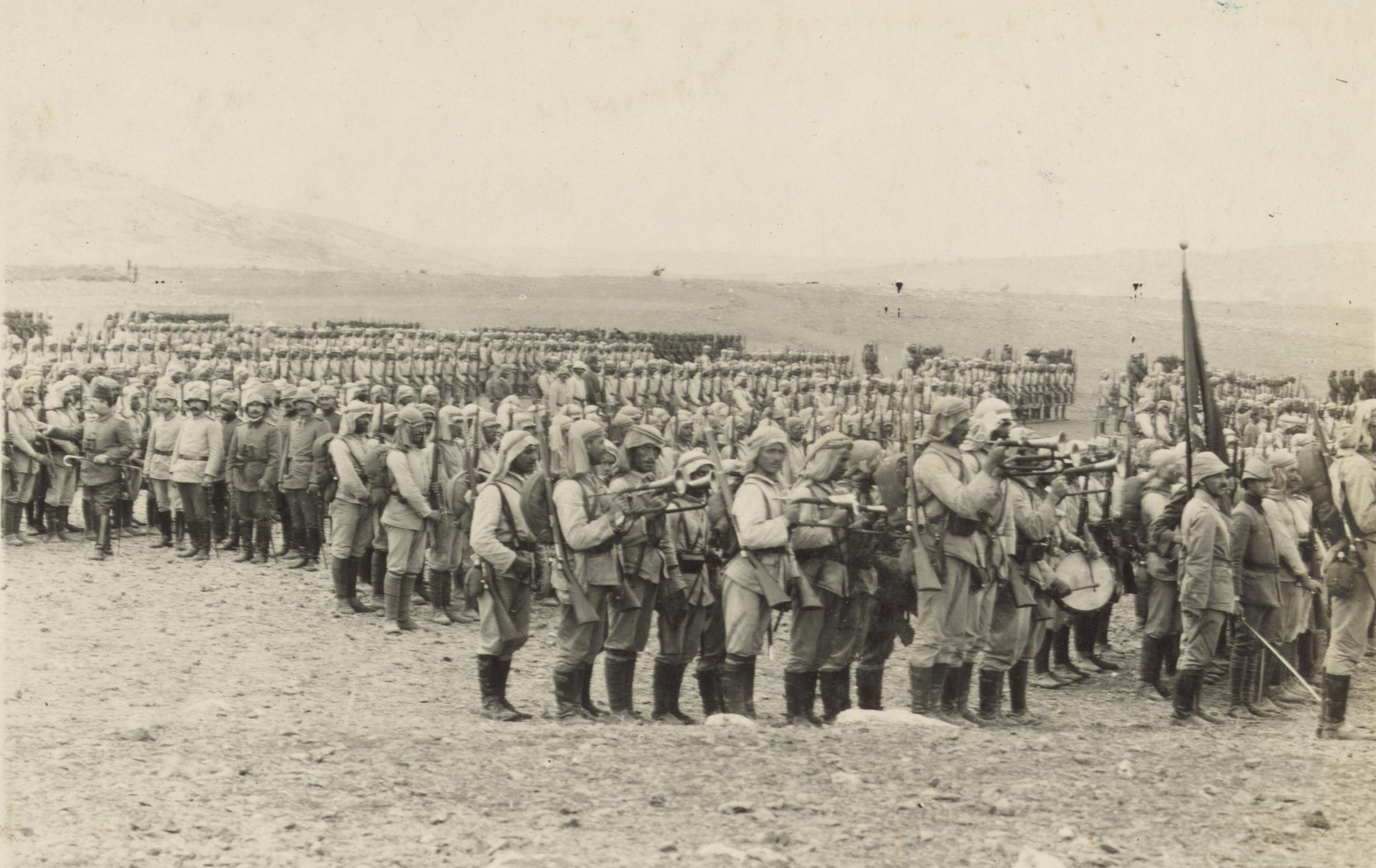
استعداد القوات العثمانية للهجوم على قناة السويس

بعد قصف أوديسا أعلنت روسيا في 2 نوفمبر 1914 الحرب على الدولة العثمانية. وهاجمت البحرية البريطانية الدردنيل في 3 نوفمبر. ثم أعلنت بريطانيا وفرنسا الحرب في 5 نوفمبر. تمت صياغة إعلان الجهاد العثماني في 11 نوفمبر وأذيع في 14 نوفمبر.
طرح اللورد الأول للأدميرالية ونستون تشرشل خططه لشن هجوم بحري على العاصمة العثمانية، بناءً على تقارير تبين لاحقا أنها خاطئة بشأن مقدرة القوات العثمانية، كما أعدها الضابط تي أي لورانس. ورأى أن البحرية الملكية لديها عدد كبير من البوارج التي عفا عليها الزمن والتي قد تكون مفيدة، ومدعومة بقوة رمزية من الجيش لمهام احتلال عادية. أمرت البوارج بأن تكون جاهزة بحلول فبراير 1916.
في الوقت نفسه كان الجيش العثماني الرابع يجهز قوة قوامها 20 ألف رجل بقيادة وزير البحرية العثماني جمال باشا للاستيلاء على قناة السويس. وقد اقترح وزير الحرب أنور باشا الهجوم على السويس بناءً على طلب من حليفهم الألماني العقيد كريس فون كرسنشتاين الذي كان رئيس أركان الجيش الرابع العثماني، الذي نظم الهجوم ورتب الإمدادات للجيش أثناء عبوره الصحراء في سميت بحملة ترعة السويس الأولى.

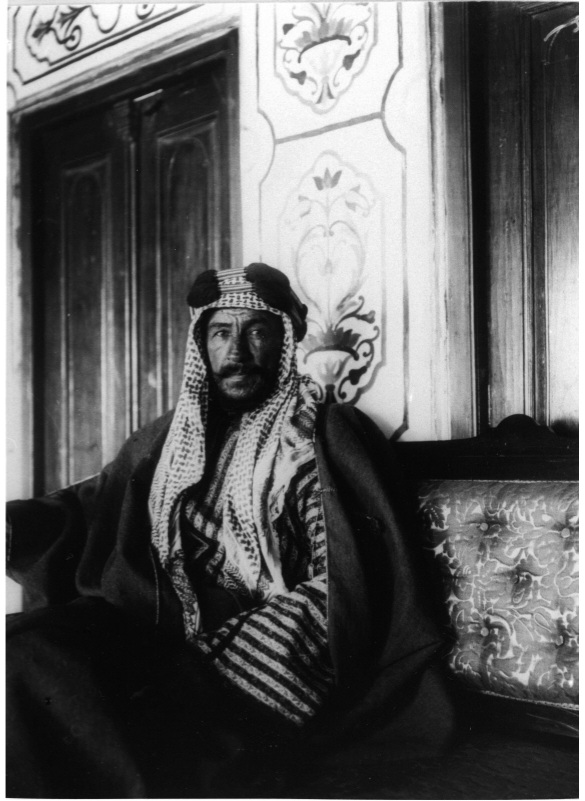
الشيخ مبارك الصباح

بدأ هجوم بيرخمان في 1 نوفمبر، وهو أول نزاع مسلح في حملة القوقاز. عبر الروس الحدود للاستيلاء على دوغبايزيد وكوبروكوي. وتحرك الفيلق الروسي الأول على ميمنة الجيش من ساريقاميش باتجاه كوبروكوي. أما على الجناح الأيسر فتحرك الفيلق الروسي الرابع من يريفان إلى سهول باسينلر. لم يكن قائد الجيش العثماني الثالث حسن عزت باشا يؤيد شن هجوم في ظروف الشتاء القاسية، لكن خطته للبقاء في موقف دفاعي وشن هجوم مضاد في الوقت المناسب تجاوزها وزير الحرب أنور باشا.
في 6 نوفمبر قصفت قوة بحرية بريطانية الحصن القديم في الفاو. فقاوم 350 جنديًا عثمانيًا معهم أربعة مدافع إنزال الفاو للقوات الاستكشافية البريطانية الهندية المكونة من الفرقة السادسة (بونا) بقيادة الفريق آرثر باريت مع السير بيرسي كوكس الضابط السياسي. وفي 22 نوفمبر احتل البريطانيون مدينة البصرة ضد قوة قوامها 2900 مجند عربي من قيادة منطقة العراق بقيادة صوفي باشا الذي أُسِر ومعه 1200 رجل. ويبعد مقر الجيش العثماني الرئيسي بقيادة خليل باشا على بعد حوالي 440 كيلومترًا (270 ميلًا) إلى الشمال الغربي حول بغداد. لم تجر محاولات قوية لطرد البريطانيين.
في 7 نوفمبر بدأ الجيش العثماني الثالث هجومه على القوقاز بمشاركة الفيلق الحادي عشر وجميع وحدات سلاح الفرسان وبدعم من فوج القبائل الكردي. وفي 12 نوفمبر بدأ الفيلق التاسع لأحمد فوزي باشا المعزز بالفيلق الحادي عشر على الجانب الأيسر بدعم من سلاح الفرسان بدفع الروس إلى الوراء. نجح الروس على طول الأكتاف الجنوبية للهجوم، حيث كان المتطوعون الأرمن فعالين واستولوا على كاراكوس ودوغبايزيد. وفي نهاية شهر نوفمبر احتل الروس مسافة 25 كيلومترًا (16 ميلًا) بارزة في الأراضي العثمانية على طول محور أرضروم-ساريقاميش.
أرسل الشيخ مبارك الصباح أمير الكويت قوة إلى أم قصر وصفوان وبوبيان والبصرة لطرد القوات العثمانية من المنطقة. في المقابل اعترفت الحكومة البريطانية بالكويت باعتبارها «حكومة مستقلة تحت الحماية البريطانية». لا يوجد تقرير عن الحجم الدقيق وطبيعة هجوم مبارك، على الرغم من تراجع القوات العثمانية عن تلك المواقع بعد أسابيع. أزال مبارك الرمز العثماني الذي كان على العلم الكويتي واستبدله بكلمة «الكويت» مكتوبة بالخط العربي. ساعدت مشاركة مبارك وكذلك مآثره السابقة في عرقلة استكمال خط سكة حديد بغداد، البريطانيين على حماية الخليج العربي من التعزيزات العثمانية والألمانية.

#### ديسمبر

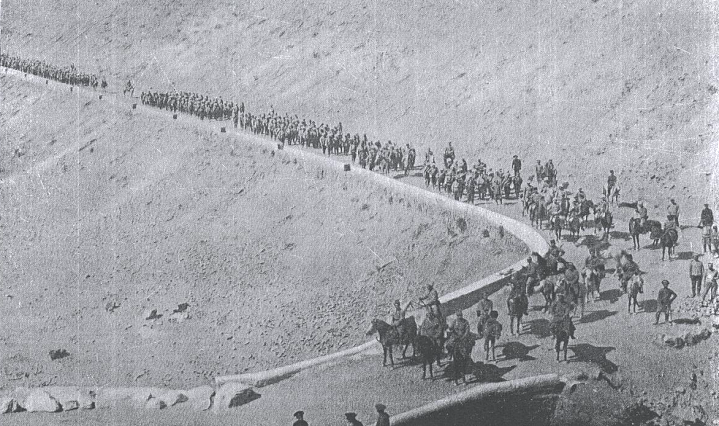
كانت الكتيبة الأرمينية الأولى بقيادة أندرانيك منتشرة في أنحاء مقاطعتي سلماس وأرومية في بداية الحملة الفارسية ديسمبر 1914.

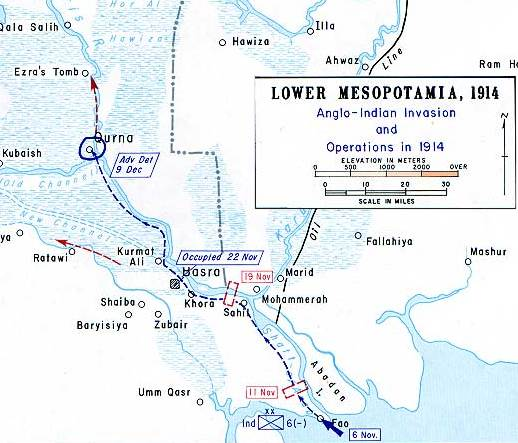
الهجوم البريطاني الأول أثناء حملة بلاد الرافدين 1914

في ديسمبر وفي ذروة معركة ساريقاميش أمر الجنرال ميشلايفسكي بسحب القوات الروسية من الحملة الفارسية لمواجهة هجوم أنور باشا. بقي لواء واحد فقط من القوات الروسية تحت قيادة الجنرال الأرمني نزاربيكوف وكتيبة واحدة من المتطوعين الأرمن منتشرين في أنحاء سلماس وأرومية. بينما كان الجزء الرئيسي من القوات العثمانية يستعد للعملية في بلاد فارس، عبرت مجموعة روسية صغيرة الحدود الفارسية. بعد صد هجوم روسي تجاه معابر جبل وان-فارس، طاردت فرقة درك وان -وهي تشكيل شبه عسكري خفيف التجهيز بقيادة الرائد فريد- الروس إلى بلاد فارس.
وفي 14 ديسمبر احتلت فرقة درك وان مدينة قطور في الحملة الفارسية. وبعد ذلك تقدمت باتجاه خوي. كان من المفترض أن يُبقي هذا الممر مفتوحًا للقوة الاستكشافية الخامسة لكاظم بك وقوة الاستطلاع الأولى لخليل بك، الذين كان عليهم التحرك نحو تبريز من رأس الجسر الذي تم إنشاؤه في قطور. ومع ذلك استنزفت معركة ساريقاميش القوات العثمانية، وكانت هناك حاجة إلى تلك القوات في أماكن أخرى.
وفي 29 ديسمبر تلقى الجيش العثماني الثالث أمرًا بالتقدم نحو قارص. تولى أنور باشا القيادة الشخصية للجيش الثالث وأمر قواته بالتحرك ضد القوات الروسية، بداية معركة ساريكاميش. لمواجهة تقدم الجيش الثالث، خطط الحاكم فورونتسوف بسحب جيش القوقاز الروسي إلى قارص. ولكن الجنرال نيكولاي يودنيتش تجاهل أمر فورونتسوف.

### 1915

#### يناير-مارس

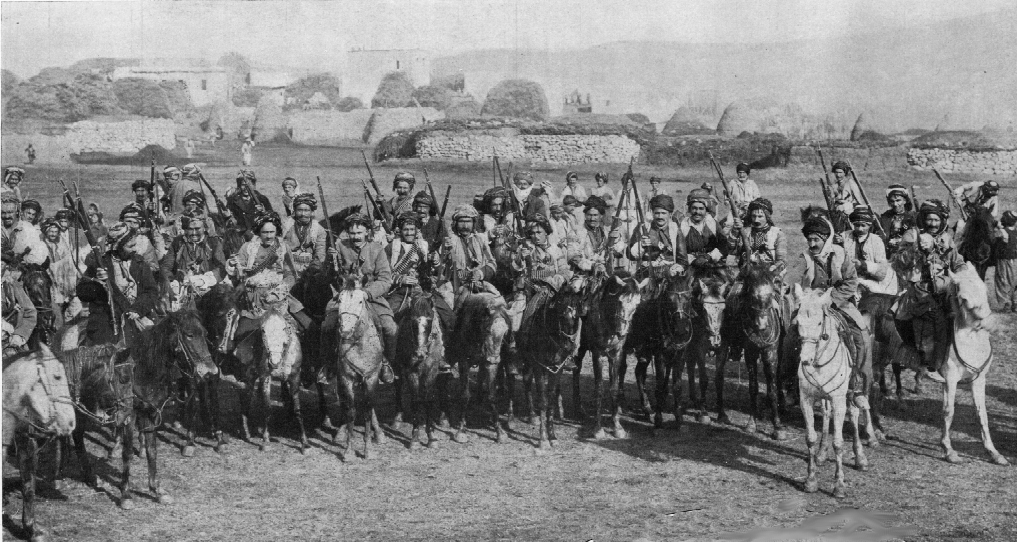
سلاح الفرسان الكردي الذي استخدمه العثمانيون ضد الروس في طرق القوقاز يناير 1915

في 2 يناير تولى سليمان العسكري بك قيادة منطقة العراق. وقد أدرك أنور باشا خطأ التقليل من أهمية حملة بلاد الرافدين. فلم يكن لدى الجيش العثماني أي وسيلة للانتقال إلى تلك المنطقة، حيث كان الهجوم على جاليبولي وشيكًا. أرسل سليمان العسكري بك رسائل إلى الشيوخ العرب في محاولة لتنظيمهم لمحاربة البريطانيين.
وفي 3 يناير في معركة القرنة حاولت القوات العثمانية استعادة مدينة البصرة. وتعرضوا لإطلاق النار من سفن البحرية الملكية على نهر الفرات، بينما تمكنت القوات البريطانية من عبور نهر دجلة. بالحكم على أن التحصينات في البصرة كانت قوية للغاية بحيث لا يمكن الاستيلاء عليها، استسلم العثمانيون في القرنة وتراجعوا إلى الكوت.
وفي 6 يناير وجدت قيادة الجيش الثالث نفسها تحت النار. أمر حافظ حقي باشا بانسحاب كامل في معركة ساريقاميش. تمكن 10٪ فقط من الجيش من التراجع إلى موقع البداية. وتخلى أنور عن قيادة الجيش. خلال هذا الصراع تحدت الفصائل الأرمينية العمليات العثمانية في الأوقات الحرجة، حيث نظمت فرق من العصابات على امتداد الجبهة العثمانية في القوقاز، وبدأت تتلقى إمدادات من الأسلحة والذخائر الروسية عبر المنطقة الحدودية غير المحكمة، ممازاد من شبهات العثمانيين من وجود علاقات حميمية مع الروس. مكن التأخير جيش القوقاز الروسي من تركيز قوة كافية حول ساريقاميش.
طلبت بريطانيا وفرنسا من روسيا المساعدة لتخفيف الضغط على الجبهة الغربية، إلا أن روسيا احتاجت إلى وقت لتنظيم قواتها. أعطتهم العمليات في البحر الأسود فرصة لتجديد قواتها؛ كما سحبت حملة جاليبولي العديد من القوات العثمانية من الجبهة الروسية وغيرها من الجبهات. وفي مارس 1915 تلقى الجيش العثماني الثالث تعزيزات وصلت إلى فرقة من الجيشين الأول والثاني.
في 19 فبراير قصف أسطول أنجلو فرنسي قوي ومعهم البارجة البريطانية إتش إم إس الملكة إليزابيث مواقع المدفعية على طول ساحل الدردنيل. وأرسل الأدميرال ساكفيل كاردين برقية إلى تشرشل في 4 مارس، تفيد بأن الأسطول يمكن أن يتوقع وصوله إلى الأستانة في غضون أربعة عشر يومًا. وفي 18 مارس شن الإسطول المؤلف من 18 سفينة حربية ومجموعة من الطرادات والمدمرات أول هجوم كبير. حيث استهدف أضيق نقطة في مضيق الدردنيل بحيث لا يزيد عرضه عن ميل واحد.
تعرضت البارجة الفرنسية بوفيت بثماني طلقات من المدفعية التركية، فخرج اثنين من مدافعها المحصنة عن العمل. كما اندلع حريق خطير في برج القيادة، رغم أنها نجحت في إبطال مفعول بطارية المدفعية الحميدية. ثم بعدها ضربت بلغم بحري مما أدى إلى انقلابها وطاقمها بأكمله على متنها. انسحب كاسحات الألغام التي يعمل بها مدنيون وتحت نيران مستمرة من المدفعية العثمانية، تاركين حقول الألغام سليمة إلى حد كبير. تعرضت كل من البارجة الحربية إريزيستابل والطراد الحربي HMS Inflexible لأضرار جسيمة من الألغام، على الرغم من وجود ارتباك خلال المعركة حول ما إذا كانت الطوربيدات هي المسؤولة. وتعرضت البارجة الحربية «HMS Ocean» المرسلة لإنقاذ البارجة إريزيستابل بلغم، فغرقت كلتا السفينتين. كما تضررت البوارج الفرنسية سوفرين وجولوا بشدة. دفعت الخسائر الحلفاء إلى وقف أي محاولات أخرى لإحتلال المضائق بالقوة البحرية وحدها.
في فبراير تمت ترقية الجنرال يودينيتش لقيادة جيش القوقاز الروسي ليحل محل ألكسندر ميشلايفسكي. وفي 12 فبراير توفي قائد الجيش العثماني الثالث حافظ حقي باشا بسبب التيفوس وحل محله العميد محمود كامل باشا. تولى كامل مهمة ترتيب الجيش الثالث المنهك.
حاولت الدولة العثمانية الاستيلاء على قناة السويس في مصر بهجوم السويس الأول، ودعموا عباس الثاني المخلوع مؤخرًا، لكن البريطانيين هزموهم في كلا الهدفين.

يناير-مارس 1915
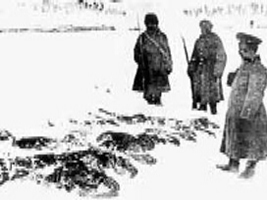
جنود روس يتفقدون جثث جنود عثمانيين قضوا في معركة ساريقاميش أثناء حملة القوقاز على الجبهة الشرقية.
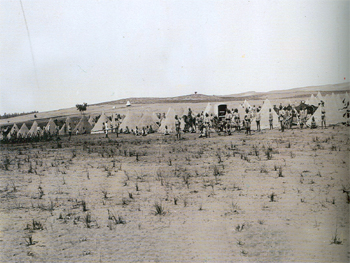
المقر الميداني للجيش السادس أثناء حملة بلاد ما بين النهرين 1915.
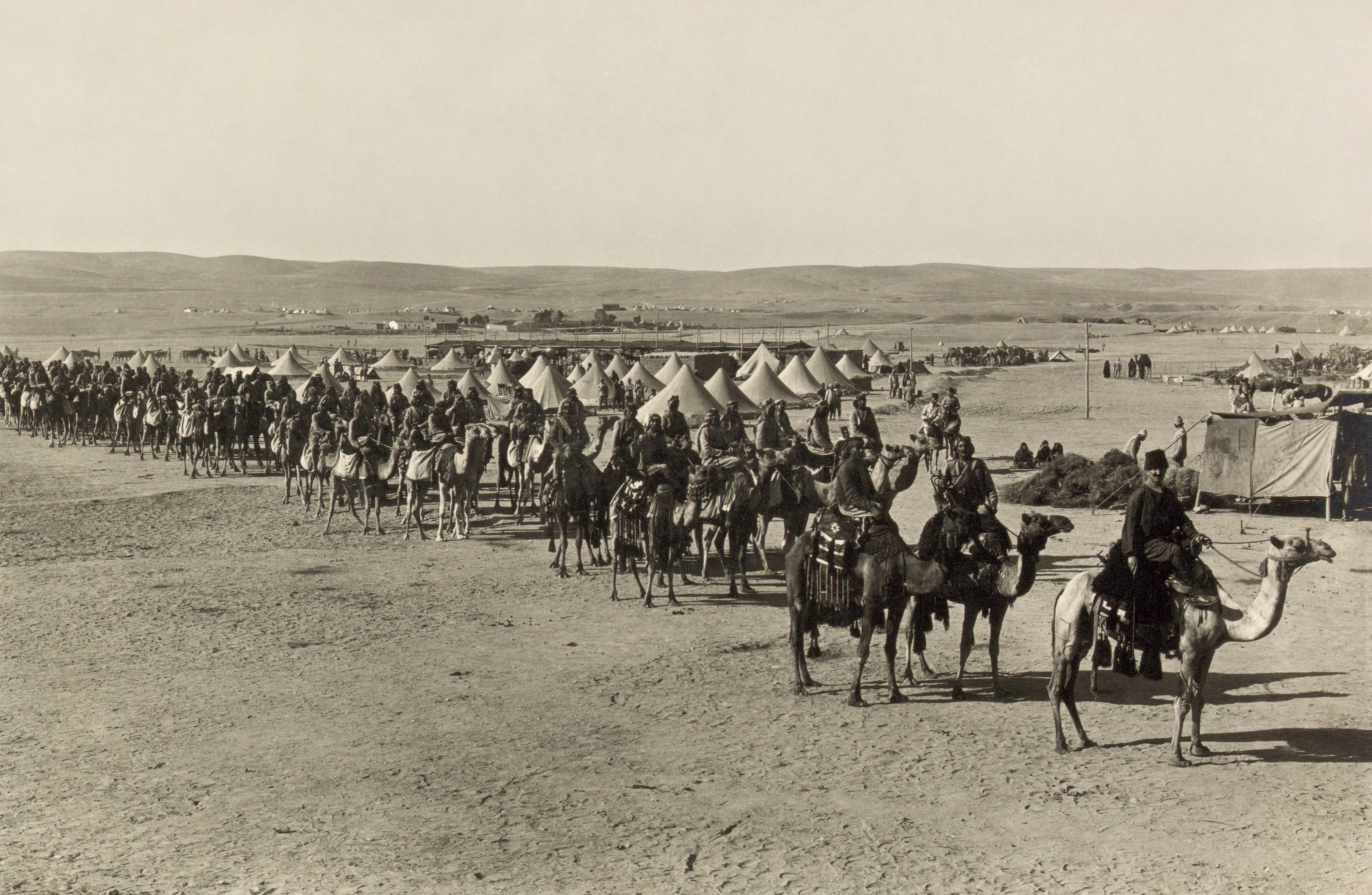
فيلق الجمال في بئر السبع أثناء حملة سيناء وفلسطين فبراير 1915.
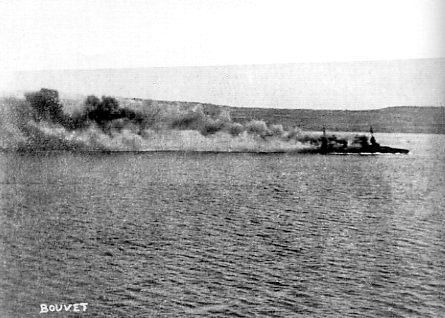
البارجة الفرنسية وهي تغرق في حملة جاليبولي مارس 1915.

#### أبريل-يونيو

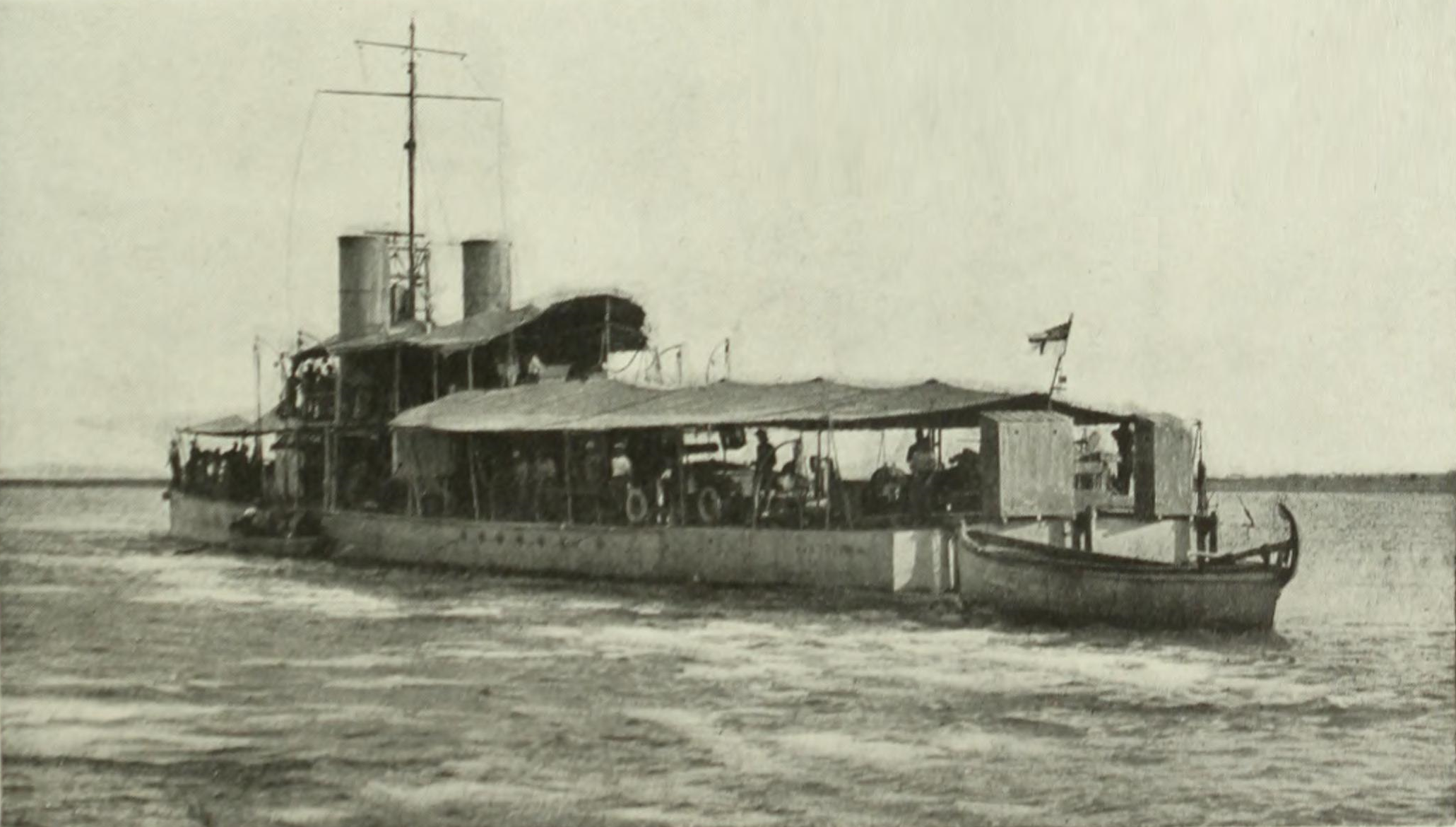
قارب مدفعية بريطاني في دجلة.

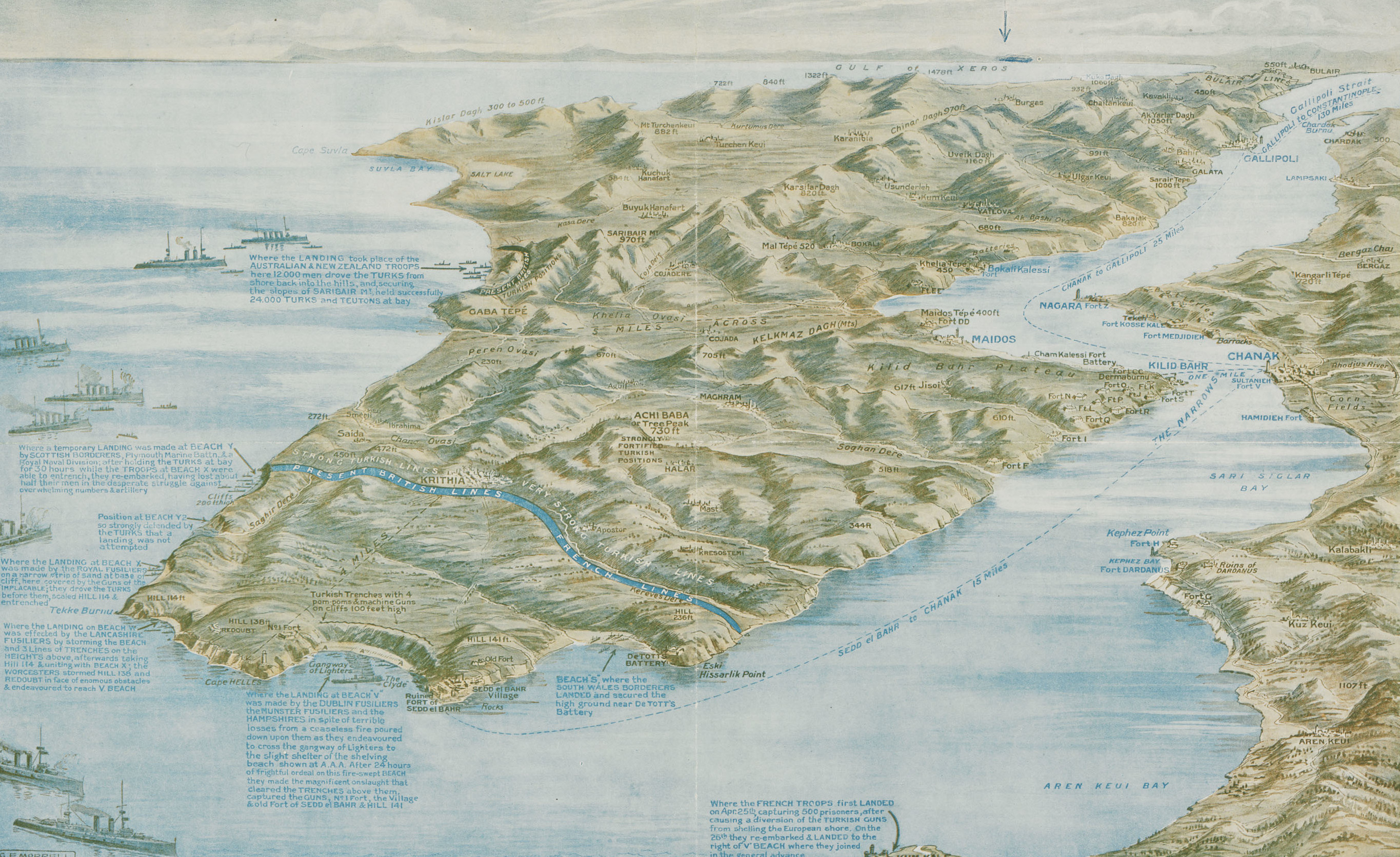
خريطة لمضيق الدردنيل وجاليبولي، تُظهر رؤوس الجسور التابعة للحلفاء في رأس هيليس وجون أنزاك.

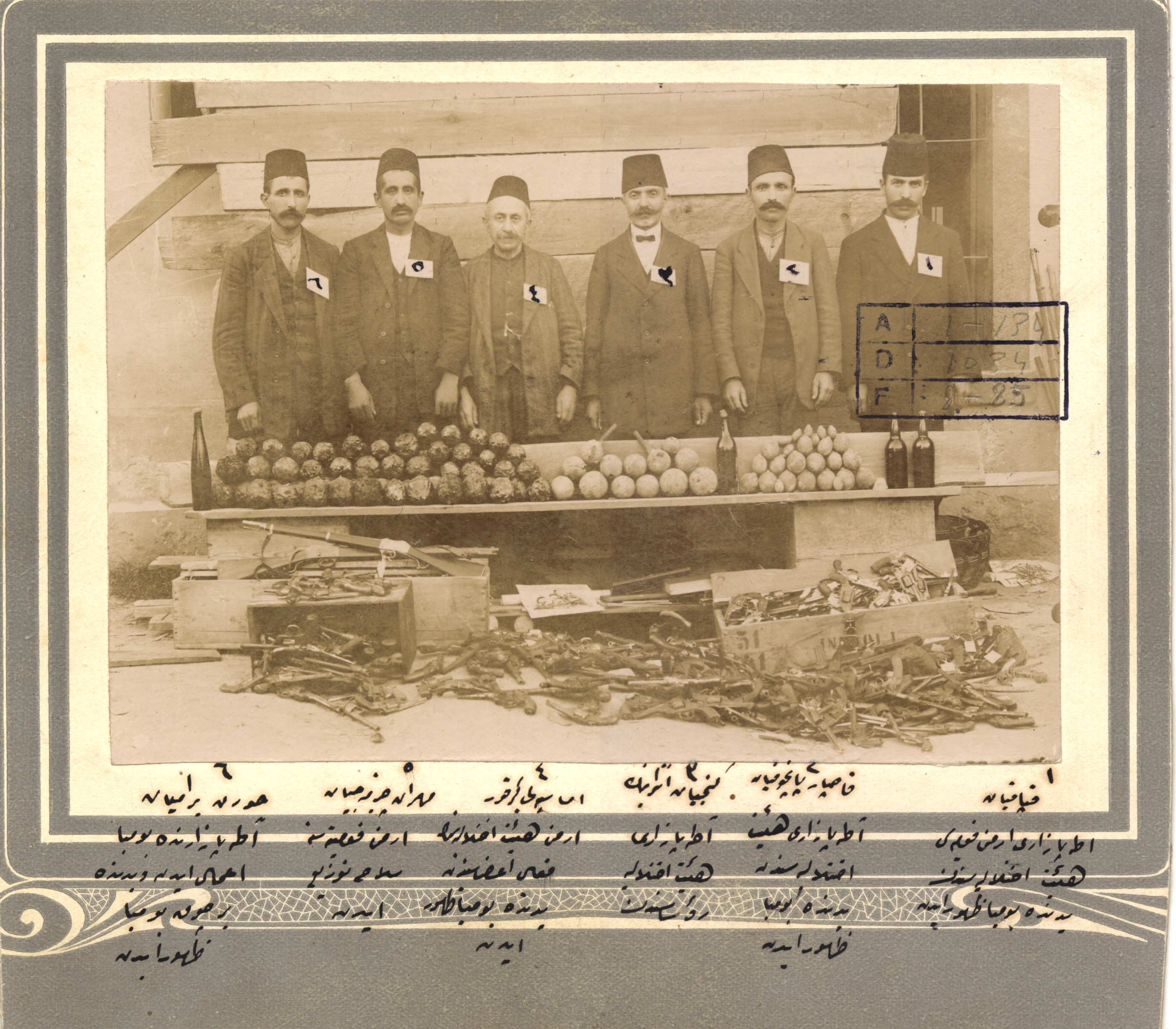
أعضاء من المقاومة الأرمينية في آدابازاري 1915.

بعد نجاحهم غير المتوقع في حملة بلاد الرافدين، قررت القيادة البريطانية التغلغل أكثر في عملياتها. فأرسلت في أبريل 1915 الجنرال السير جون نيكسون لتولي القيادة، الذي أمر اللواء تشارلز تونشيند بالتقدم إلى الكوت أو حتى إلى بغداد إن أمكن. شعر أنور باشا بالقلق من احتمال سقوط بغداد، فأرسل الجنرال الألماني كولمار فرايهر فون در غولتس لتولي القيادة.
وفي فجر 12 أبريل هاجم سليمان العسكري المعسكر البريطاني في الشعيبة مع 3800 جندي. ولكن لم تحقق تلك القوات التي أتى بها شيوخ العرب شيئاً. وأصيب سليمان العسكري بجروح وبخيبة أمل، فانتحر بإطلاق النار على نفسه في مستشفى في بغداد.
وفي 20 أبريل بدأ حصار وان. وفي 24 أبريل أصدر طلعت باشا الأمر في 24 أبريل (المعروف لدى الأرمن باسم الأحد الأحمر) الذي ينص على أن الأرمن في هذه المنطقة هم بقيادة الروس وتمردوا على الحكومة العثمانية.
وفي شبه جزيرة جاليبولي على الجانب الأوروبي من الدردنيل بدأ الحلفاء إنزالهم البرمائي في اليوم التالي. وقد تمكنت القوات من الهبوط، إلا أنها لم تستطع طرد القوات العثمانية، واستمرت المعركة لأشهر، وتسببت في مقتل حوالي 131 ألف جندي، وجرح حوالي 262 ألفًا، فانسحبوا في النهاية. مثلت تلك الحملة مرحلة نضج لأستراليا ونيوزيلندا، اللتين تحتفلان يوم 25 أبريل بيوم أنزاك. وشارك كمال أتاتورك الذي أصبح فيما بعد أول زعيم لتركيا الحديثة برتبة مقدم في جاليبولي.
في 6 مايو بدأ الجنرال يودنيتش هجومًا على الأراضي العثمانية. توجه أحد أجنحته نحو بحيرة وان لتخفيف الضغط عن المدافعين الأرمن. قام الفدائيون الأرمن بتسليم المدينة للروس. في 21 مايو استلم الجنرال يودينيتش مفاتيح المدينة وقلعتها، وثبت حكومة أرمنية مؤقتة في السلطة يحكمها آرام مانوكيان. مع تأمين وان انتقل القتال إلى أقصى الغرب لبقية الصيف.
في 6 مايو تقدم الجناح الروسي الثاني عبر وادي تورتوم باتجاه أرضروم بعد أن أصبح الطقس أكثر اعتدالًا. تمكنت الفرق العثمانية 29 و 30 من وقف هذا الهجوم. وهاجم الفيلق العاشر القوات الروسية. أما على الجبهة الجنوبية فلم يكن العثمانيون ناجحين كما كانوا في الشمال.
سقطت مدينة ملاذكرد في 11 مايو وقطعت القوات الأرمينية خطوط الإمداد العثمانية، فتسببت في صعوبات إضافية لهم. كانت المنطقة الواقعة جنوب بحيرة وان ضعيفة للغاية. وخلال شهر مايو كان على العثمانيين الدفاع عن خط يزيد طوله عن 600 كيلومتر (370 ميل) بـ 50000 رجل فقط و 130 قطعة مدفعية. لقد كان الروس يفوقونهم كثيرًا بالعدد.
في 27 مايو خلال ذروة الهجوم الروسي أقر البرلمان العثماني قانون التهجير. وأمر وزير الداخلية طلعت باشا بالترحيل القسري لجميع الأرمن من المناطق الحدودية الواقعة تحت السيطرة العثمانية.
في 19 يونيو شن الروس هجومًا آخر شمال غرب بحيرة وان. بقيادة أوغانوفسكي، وتقدموا إلى التلال الواقعة غرب ملاذكرد مستهينين بحجم القوات العثمانية، ولكنهم فوجئوا بقوة عثمانية كبيرة في معركة مانزيكرت.ف لم يكونوا على علم بأن الفيلق التاسع العثماني إلى جانب الفرقتين 17 و 28 كانا قد انتقلا إلى موش أيضًا.
تمركزت قوات المشاة الأولى والخامسة إلى الجنوب من القوة الهجومية الروسية وأنشئت مجموعة الجناح الأيمن تحت قيادة العميد عبد الكريم باشا. كانت تلك المجموعة مستقلة عن الجيش الثالث، وكان عبد الكريم باشا يقدم تقاريره مباشرة إلى أنور باشا.

#### يوليو–سبتمبر

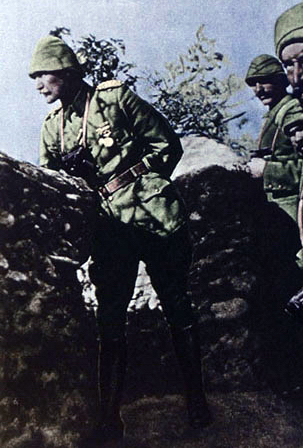
مصطفى كمال في جاليبولي مع جنوده 1915.

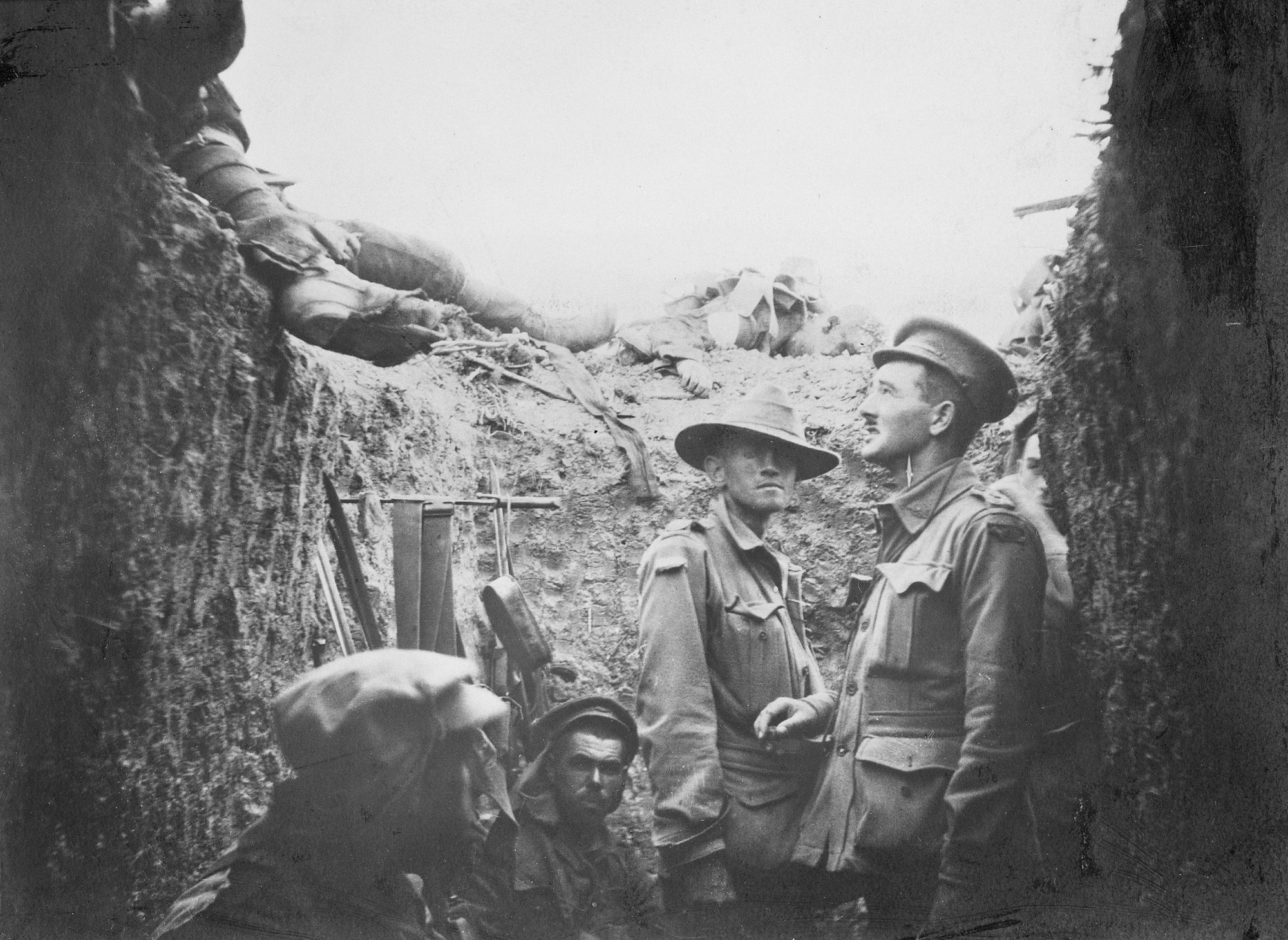
خندق في لون باين بعد المعركة، يظهر قتلى أستراليين وأتراك على الحاجز 1915.

في 24 سبتمبر أصبح الجنرال يودينيتش القائد الأعلى لجميع القوات الروسية في منطقة القوقاز. وكانت الجبهة هادئة من أكتوبر حتى نهاية العام. قام يودينيتش خلالها بإعادة تنظيم قواته. وفي سنة 1916 ازدادت القوات الروسية في المسرح إلى 200,000 رجل و 380 قطعة مدفعية.
على الجانب الآخر كان الوضع مختلفًا تمامًا. فشلت القيادة العثمانية العليا في تعويض الخسائر خلال تلك الفترة. وقد استهلكت حملة جاليبولي كل الموارد والقوى العاملة المتاحة. فلا يمكن تعزيز الفيلق التاسع والعاشر والحادي عشر، وقد نشرت قوات المشاة الأولى والخامسة في العراق. وقرر أنور باشا بعد إخفاقه في تحقيق طموحاته في القوقاز، وإدراكه المحتمل للوضع الرهيب على الجبهات الأخرى أن جبهة القوقاز لها أهمية ثانوية.

#### أكتوبر–ديسمبر

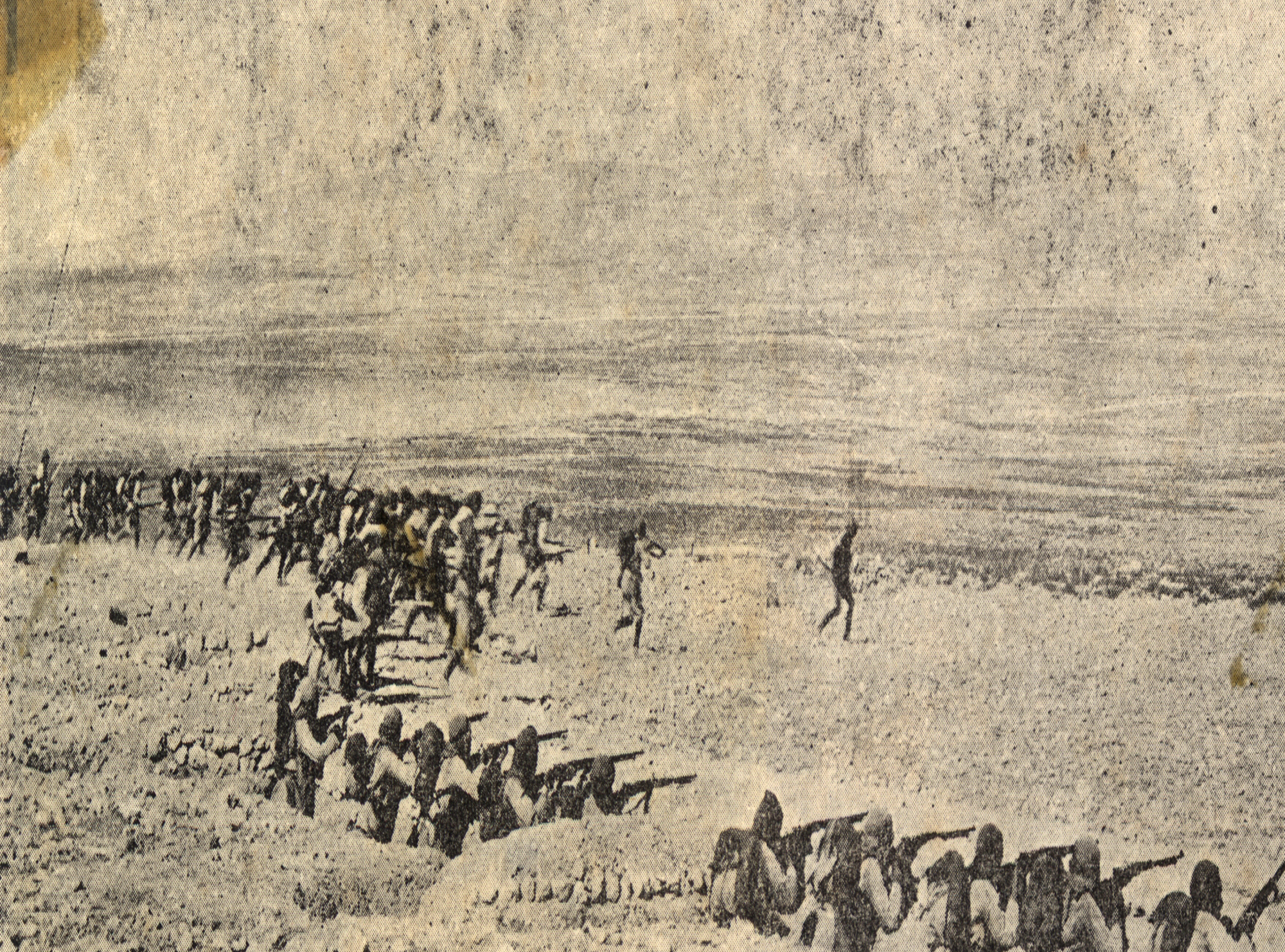
الخنادق خلال حصار الكوت في ديسمبر 1915.

في 22 نوفمبر خاض تونشيند وفون در غولتس معركة المدائن. لم تكن المعركة حاسمة حيث انسحب العثمانيون والبريطانيون من ساحة المعركة. أوقف تاونسند موقعه في كوت العمارة وحصنه، وفي 7 ديسمبر مع قواته بدأ حصار الكوت. ساعد فون در غولتس القوات العثمانية في بناء مواقع عسكرية حول الكوت، وأنشأ مواقع محصنة جديدة أسفل النهر لصد أي محاولة لإنقاذ تونشيند المحاصر. قام الجنرال أيلمر بثلاث محاولات لكسر الحصار، لكن باءت المحاولات بالفشل. وبالنهاية استسلم تاونسند مع كامل قواته في 29 أبريل 1916.
وفي ديسمبر واصلت الحكومة البريطانية محاولاتها لكسب التأييد من ابن سعود من خلال وكيلها السري الكابتن ويليام شكسبير، ولكن تم التخلي عن ذلك بعد مقتل شكسبير في معركة جراب. وبدلاً من ذلك انتقل البريطانيون إلى الدعم لمنافس ابن سعود وهو الشريف حسين بن علي زعيم الحجاز الذي كان في حالة حرب مستمرة مع السعوديون. فناشد اللورد كتشنر حسين بن علي شريف مكة المساعدة في الصراع. أراد حسين الاعتراف السياسي في المقابل. أكد له تبادل الرسائل مع هنري مكماهون أن مساعدته ستكافأ بعد الحرب بمنحه السيطرة على الأراضي الواقعة بين مصر وبلاد فارس ، باستثناء الممتلكات والمصالح الإمبراطورية في الكويت وعدن والساحل السوري. دخلت بريطانيا في معاهدة دارين التي جعلت أراضي آل سعود محمية بريطانية. تعهد ابن سعود بشن الحرب مرة أخرى على ابن رشيد حليف العثمانيين، وفي المقابل حصل على راتب شهري.

### 1916

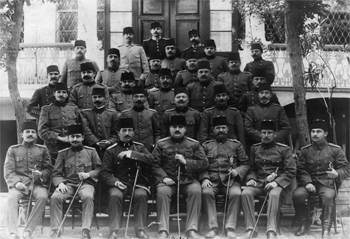
هيئة الأركان العامة العثمانية في حملة بلاد الرافدين. 1916

بمزيج من الدبلوماسية والكراهية الحقيقية لقادة الدولة العثمانية الجدد (الباشوات الثلاثة) اقتنع الشريف حسين بن علي ببدء الثورة من مكة في 1916. أعطى قيادة هذه الثورة لاثنين من أبنائه: فيصل وعبد الله، على الرغم من أن التخطيط والتوجيه للحرب كان إلى حد كبير من عمل الضابط لورنس.
بدأ الهجوم الروسي في شمال شرق تركيا بانتصار في معركة كوبروكوي وبلغ ذروته بالسيطرة على أرضروم في فبراير وطرابزون في أبريل. وفي معركة أرزنجان، لم يعد الجيش العثماني الثالث قادرًا على شن هجوم ولم يتمكن من وقف تقدم الجيش الروسي.
شنت القوات العثمانية هجوماً ثانياً عبر سيناء بهدف تدمير قناة السويس أو الاستيلاء عليها. لم ينجح كل من هذا الهجوم أو الهجوم السابق (1915)  رغم أنه لم يكن مكلفًا للغاية وفقًا لمعايير الحرب العظمى. بعدها تمكن البريطانيون من التوغل نحو فلسطين والشام. ومع ذلك ففي سنة 1917 أسفرت محاولتان فاشلتان للاستيلاء على الحصن العثماني في غزة عن تغييرات كاسحة في القيادة البريطانية ووصول الجنرال اللنبي إلى جانب العديد من التعزيزات.

### 1917

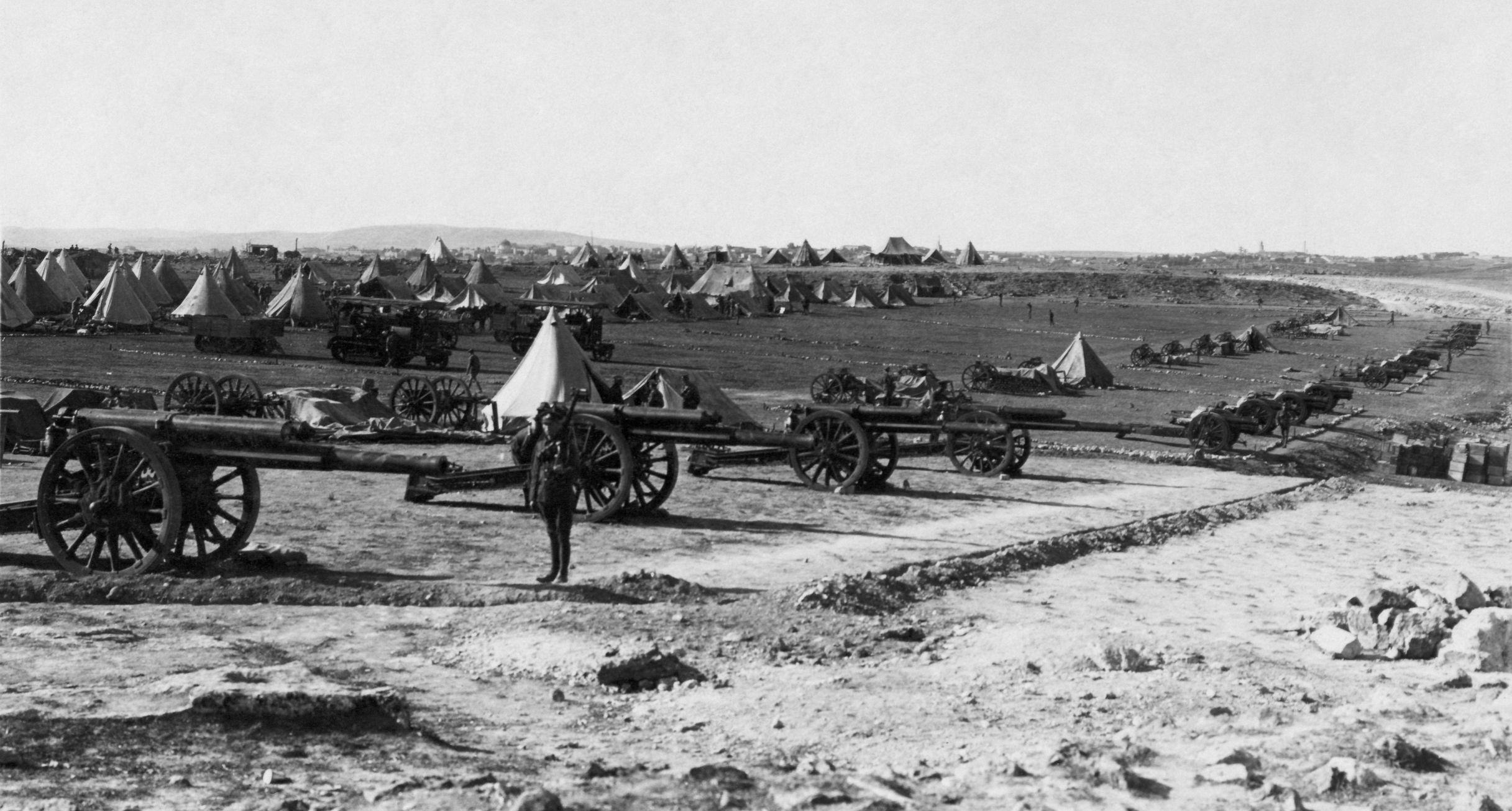
المدفعية البريطانية في معركة القدس سنة 1917

أعادت قوات الإمبراطورية البريطانية تنظيم نفسها ثم استولت على بغداد في مارس 1917. وفي 16 ديسمبر تم توقيع هدنة أرزنجان (اتفاقية وقف إطلاق النار في أرزنجان) والتي أنهت رسميًا الأعمال العدائية بين الدولة العثمانية والروس. كما صادقت اللجنة الخاصة عبر القوقاز على الاتفاقية.
سيطر نجاح الثورة على حملة سيناء وفلسطين، والتي ساعدت بشكل كبير عمليات اللنبي. وفي أواخر 1917 حطمت قوة التجريدة المصرية بقيادة اللنبي الدفاعات العثمانية واستولت على غزة، ثم استولت على القدس. في حين أن هذا الحدث قليل الأهمية من الناحية الإستراتيجية للحرب، إلا أنه كان أساسيًا في إنشاء إسرائيل لاحقًا كدولة منفصلة في سنة 1948.

### 1918

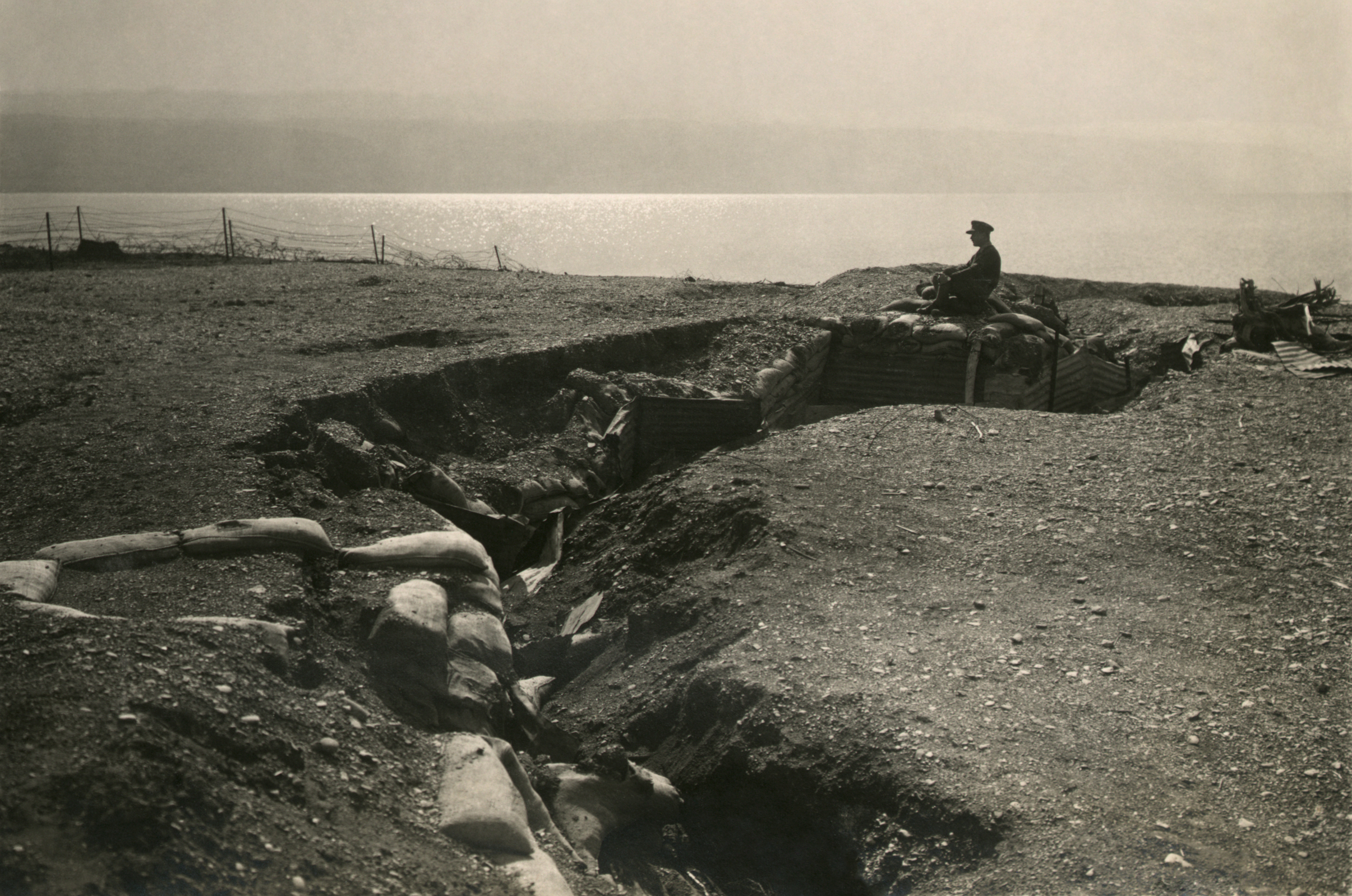
الخنادق العثمانية على طول شاطئ البحر الميت 1918

اعتقد مجلس الحرب الأعلى التابع للحلفاء أن الدولة العثمانية المنهكة من الحرب يمكن هزيمتها بحملات في فلسطين والعراق، لكن هجوم الربيع الألماني في فرنسا أخّر هجوم الحلفاء المتوقع. لذا فقد أُعطِي الجنرال اللنبي فرقًا جديدة تمامًا تم تجنيدها من الهند.
شن لورانس ومقاتلوه العرب العديد من هجمات الكر والفر على خطوط الإمداد وقيدوا آلاف الجنود في حاميات في جميع أنحاء فلسطين والأردن وسوريا.
في 3 مارس وقع الصدر الأعظم طلعت باشا معاهدة بريست ليتوفسك مع روسيا السوفيتية، والتي تنص على تنازل روسيا البلشفية عن باطوم وقارص وأرداهان للعثمانيين. وانعقد مؤتمر طرابزون للسلام في مارس وأبريل بين الدولة العثمانية ووفد البرلمان القوقازي (مجلس النواب عبر القوقاز). حيث وحدت معاهدة بريست ليتوفسك الأراضي الأرمنية والجورجية.
أعلنت جمهورية أرمينيا الأولى الحرب على الدولة العثمانية. في أوائل مايو 1918 واجه الجيش العثماني الفيلق الأرمني للمجالس القومية الأرمنية، والتي سرعان ما أعلنت جمهورية أرمينيا الأولى. استولى الجيش العثماني على طرابزون وأرضروم وقارص ووان وباطوم. أدى الصراع إلى معركة سارداراباد ومعركة كارا كليس (1918) ، ومعركة باش أباران.
على الرغم من أن الأرمن تمكنوا من إلحاق الهزيمة بالعثمانيين في معركة سارداراباد، إلا أن القتال مع جمهورية أرمينيا الأولى انتهى بمعاهدة باطومي في يونيو 1918. وقاوم أرمن منطقة مرتفعات قره باغ الجبلية بقيادة أندرانيك الجيش العثماني الثالث طوال صيف 1918، وأقاموا جمهورية أرمينيا الجبلية. وتمكن جيش الإسلام المكون من 14000 رجل من تجنب جورجيا والسير نحو باكو، حيث طرد 1000 جندي أسترالي وبريطاني وكندي ونيوزيلندي في معركة باكو يوم 14 سبتمبر 1918.
في سبتمبر 1918 شن الجنرال اللنبي معركة مجدو مع وجود الفيلق اليهودي تحت إمرته،, مما أجبر القوات العثمانية على الانسحاب من المنطقة.

## النتائج
في 30 أكتوبر 1918 تم توقيع هدنة مودروس بين الدولة العثمانية والوفاق الثلاثي على متن السفينة أجاممنون في ميناء مودروس بجزيرة ليمنوس. فتوقفت العمليات العثمانية في المسارح القتالية النشطة.

### الاحتلال العسكري

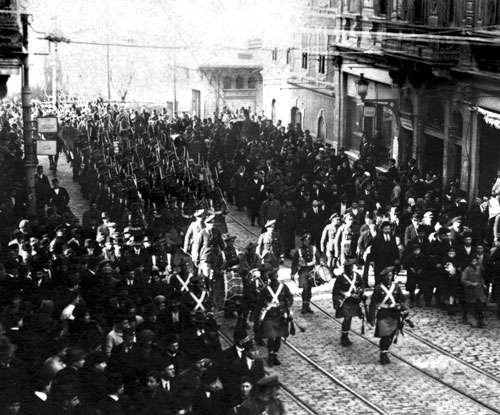
احتلال الحلفاء لإسطنبول

في 13 نوفمبر 1918 احتلت القوات الفرنسية إسطنبول عاصمة الخلافة العثمانية، تبعها دخول القوات البريطانية في اليوم التالي. وللاحتلال مرحلتان: مرحلة الأمر الواقع من 13 نوفمبر 1918 - 20 مارس 1920، وتلتها المرحلة القانونية حتى الأيام التي أعقبت معاهدة لوزان. ساهم احتلال إسطنبول إلى جانب احتلال إزمير في تأسيس الحركة التركية الوطنية وأدى إلى حرب الاستقلال التركية، وفي 1923م تمت معاهدة لوزان التي قضت باستقلال تركيا وتوزيع إرث الدولة العثمانية الذي كانت قد تم الاتفاق عليه سريًا في 1915 عبر اتفاقية سايكس بيكو والتي أفضت إلى حقبة الاستعمار الأوروبي الحديث في الشرق الأوسط.

### اتفاقية سلام وإلغاء الخلافة
في 18 يناير 1919 ، بدأت مفاوضات السلام مع مؤتمر باريس للسلام. استمرت المفاوضات في مؤتمر لندن، إلا أن المعاهدة اتخذت شكلًا آخر بعد اجتماع رؤساء الوزراء في مؤتمر سان ريمو في أبريل 1920. حيث كانت فرنسا وإيطاليا وبريطانيا تخطط سراً لتقسيم السلطنة منذ 1915. وقع ممثلو الحكومة العثمانية على معاهدة سيفر في 10 أغسطس 1920، ولكن لم يتم إرسال المعاهدة إلى البرلمان العثماني للتصديق عليها، حيث أُلغى البرلمان في 18 مارس 1920 من قبل البريطانيين. ونتيجة لذلك لم تصادق السلطنة على المعاهدة. ومن ثم ألغيت المعاهدة بسبب حرب الاستقلال التركية. وبالنهاية وقعت جميع الأطراف وصادقت على معاهدة لوزان في 1923. وفي 3 مارس 1924 ألغيت الخلافة العثمانية عندما أطاح كمال أتاتورك بالخليفة الأخير عبد المجيد الثاني.

## الخسائر
قدرت خسائر الحلفاء العسكرية بين مليون و 1,5 مليون من قتيل ومفقود وجريح وأسير. وهذا يشمل 303,000 من رعايا الإمبراطورية البريطانية والفرنسيين في جاليبولي، و 601,000 في سيناء وفلسطين، و 256,000 في العراق، وما لا يقل عن 140,000 قتيل روسي في القوقاز، بالإضافة إلى خسائر روسية وبريطانية أخرى في بلاد فارس. معظم القتلى البريطانيين لم يكونوا قتلى معارك، حيث قدر المشير اللورد كارفر عدد قتلى البريطانيين في المعارك مع العثمانيون بنحو 264,000.
أما الخسائر العسكرية العثمانية فقد اختلفت تقديراتها اختلافاً كبيرا، فتفكك البيروقراطية العثمانية والحكومة أدى إلى أن يصبح 1,565,000 شخصا في عداد المفقودين في السجلات التي أعقبت نهاية الحرب. فالإحصائيات الرسمية العثمانية للضحايا المنشورة في 1922 هي 325,000 قتيل (50,000 قتيل و 35,000 ماتوا من جراحهم، 240,000 ماتوا من المرض) و 400,000 جريح وعدد غير معروف من الأسرى. استخدمت وزارة الحرب الأمريكية نفس أرقام القتلى والجرحى، وقدرت أن 250,000 جندي عثماني قد فقدوا أو أصبحوا أسرى قبل انتهاء الحرب، ليصبح المجموع 975,000 ضحية. وقدر المؤرخ إدوارد جيه إريكسون أن الخسائر العسكرية العثمانية هي 1,680,701 استنادًا إلى تواريخ حملات فردية غير منشورة في الحرب العالمية الأولى في الأرشيف العثماني: 771,844 قتيلًا / مفقودًا (175,220 قتيلًا في المعارك، 68,378 ماتوا من جروحهم، 61,487 مفقود، 466,759 وفاة بسبب المرض) و 695,375 جريحًا (إجمالي 763,753 جريحًا ومنهم الذين ماتوا متأثرين بجروحهم و 303,150 مدرج في السجلات؛ يفترض المؤلف أن هؤلاء هم فقط المصابين بجروح خطيرة، والباقي هم تقديري) و 145104 أسير حرب. تُعزى النسبة العالية جدًا بين وفيات الأمراض إلى وفيات القتال إلى انهيار الخدمات الطبية العثمانية، وهي آفات يمكن علاجها عادةً بعد الإخلاء من مسرح العمليات في الجيش البريطاني ولكنها قد تكون مميتة في الجيش العثماني. وأصيب 3,515,471 جنديًا عثمانيًا بالأمراض خلال الحرب، ومن ضمنهم من مات بسببها.
بلغت الخسائر العثمانية الإجمالية المسجلة بمن فيهم المدنيين بنسبة تصل إلى 25٪ من السكان، وحوالي 5 ملايين حالة وفاة من السكان البالغ عددهم 21 مليونًا. أعطى تعداد سنة 1914 20,975,345 نسمة من سكان الدولة العثمانية. من هؤلاء 15,044,846 كانوا من الملة الإسلامية، و 187,073 من الملة اليهودية، و 186,152 لا ينتمي إلى أي ملة، والباقي متوزعون على باقي الملل. صرح الأستاذ التركي قمر قاسم أن النسبة التراكمية كانت في الواقع 26.9٪ من السكان (أي بزيادة 1.9٪ من الـ 25٪ التي ذكرتها المصادر الغربية)، وهي أعلى نسبة من جميع الدول التي شاركت في الحرب العالمية الأولى. هذه الزيادة بنسبة 1.9٪ تمثل 399,000 مدني إضافي من العدد الإجمالي.
ناهيك عن تلك التي غنمها العدو لاحقا، فقد استولى العثمانيون على 1314 قطعة مدفعية في الحرب العالمية الأولى (معظمها في نطاق 87 ملم إلى 122 ملم). ومعظم تلك القطع روسية، ولكن بعضها من منشأ روماني وألماني وياباني. شكلت المدافع التي تم الاستيلاء عليها جزءًا كبيرًا من قوة المدفعية العثمانية في أواخر الحرب.

## اقرأ أيضًا
- دخول الإمبراطورية النمساوية المجرية في الحرب العالمية الأولى
- الدولة العثمانية في الحرب العالمية الأولى
- دخول العثمانيين الحرب العالمية الأولى
- علاقات الدولة العثمانية الخارجية
- العلاقات الدولية بين القوى الكبرى (1814-1919)
- الثورة العربية الكبرى
- قائمة نزاعات الشرق الأوسط الحديثة
- المكتب العربي
- التاريخ الدبلوماسي للحرب العالمية الأولى
- تاريخ أسباب الحرب العالمية الأولى